# Llista d'asteroides (335001-336000)
Llista d'asteroides del 335.001 al 336.000, amb data de descoberta i descobridor. És un fragment de la llista d'asteroides completa. Als asteroides se'ls dona un número quan es confirma la seva òrbita, per tant apareixen llistats aproximadament segons la data de descobriment.

## 335001-335100
| Nom    | Designació provisional | Data de descobriment   | Lloc de descobriment | Descobridor/s        |
| ------ | ---------------------- | ---------------------- | -------------------- | -------------------- |
| 335001 | 2004 GF52              | 13 d'abril de 2004     | Kitt Peak            | Spacewatch           |
| 335002 | 2004 GY55              | 13 d'abril de 2004     | Kitt Peak            | Spacewatch           |
| 335003 | 2004 GG56              | 13 d'abril de 2004     | Kitt Peak            | Spacewatch           |
| 335004 | 2004 GL64              | 13 d'abril de 2004     | Kitt Peak            | Spacewatch           |
| 335005 | 2004 HJ4               | 16 d'abril de 2004     | Socorro              | LINEAR               |
| 335006 | 2004 HK8               | 16 d'abril de 2004     | Socorro              | LINEAR               |
| 335007 | 2004 HR20              | 19 d'abril de 2004     | Kitt Peak            | Spacewatch           |
| 335008 | 2004 HV33              | 16 d'abril de 2004     | Socorro              | LINEAR               |
| 335009 | 2004 HO35              | 20 d'abril de 2004     | Socorro              | LINEAR               |
| 335010 | 2004 HN37              | 21 d'abril de 2004     | Catalina             | CSS                  |
| 335011 | 2004 HB51              | 23 d'abril de 2004     | Siding Spring        | Siding Spring Survey |
| 335012 | 2004 HX52              | 25 d'abril de 2004     | Socorro              | LINEAR               |
| 335013 | 2004 HW76              | 26 d'abril de 2004     | Mauna Kea            | P. A. Wiegert        |
| 335014 | 2004 JJ                | 8 de maig de 2004      | Wrightwood           | J. W. Young          |
| 335015 | 2004 JK31              | 15 de maig de 2004     | Socorro              | LINEAR               |
| 335016 | 2004 KJ6               | 17 de maig de 2004     | Socorro              | LINEAR               |
| 335017 | 2004 LA8               | 11 de juny de 2004     | Anderson Mesa        | LONEOS               |
| 335018 | 2004 NF12              | 11 de juliol de 2004   | Socorro              | LINEAR               |
| 335019 | 2004 NC16              | 11 de juliol de 2004   | Socorro              | LINEAR               |
| 335020 | 2004 NN19              | 12 de juny de 2004     | Siding Spring        | Siding Spring Survey |
| 335021 | 2004 OP3               | 16 de juliol de 2004   | Socorro              | LINEAR               |
| 335022 | 2004 OV10              | 21 de juliol de 2004   | Siding Spring        | Siding Spring Survey |
| 335023 | 2004 PM1               | 3 d'agost de 2004      | Siding Spring        | Siding Spring Survey |
| 335024 | 2004 PD20              | 9 d'agost de 2004      | Socorro              | LINEAR               |
| 335025 | 2004 PA22              | 8 d'agost de 2004      | Socorro              | LINEAR               |
| 335026 | 2004 PY53              | 8 d'agost de 2004      | Socorro              | LINEAR               |
| 335027 | 2004 PM61              | 9 d'agost de 2004      | Socorro              | LINEAR               |
| 335028 | 2004 PU92              | 11 d'agost de 2004     | Wrightwood           | J. W. Young          |
| 335029 | 2004 QU                | 18 d'agost de 2004     | Pla D'Arguines       | R. Ferrando          |
| 335030 | 2004 QN10              | 21 d'agost de 2004     | Siding Spring        | Siding Spring Survey |
| 335031 | 2004 QJ17              | 25 d'agost de 2004     | Socorro              | LINEAR               |
| 335032 | 2004 QZ25              | 20 d'agost de 2004     | Catalina             | CSS                  |
| 335033 | 2004 QA29              | 21 d'agost de 2004     | Siding Spring        | Siding Spring Survey |
| 335034 | 2004 RX1               | 6 de setembre de 2004  | Socorro              | LINEAR               |
| 335035 | 2004 RA2               | 6 de setembre de 2004  | Socorro              | LINEAR               |
| 335036 | 2004 RJ2               | 6 de setembre de 2004  | Socorro              | LINEAR               |
| 335037 | 2004 RP11              | 6 de setembre de 2004  | Siding Spring        | Siding Spring Survey |
| 335038 | 2004 RK24              | 8 de setembre de 2004  | Socorro              | LINEAR               |
| 335039 | 2004 RZ27              | 6 de setembre de 2004  | Siding Spring        | Siding Spring Survey |
| 335040 | 2004 RL34              | 7 de setembre de 2004  | Socorro              | LINEAR               |
| 335041 | 2004 RG57              | 8 de setembre de 2004  | Socorro              | LINEAR               |
| 335042 | 2004 RB62              | 8 de setembre de 2004  | Socorro              | LINEAR               |
| 335043 | 2004 RC79              | 8 de setembre de 2004  | Palomar              | NEAT                 |
| 335044 | 2004 RE93              | 25 d'agost de 2004     | Kitt Peak            | Spacewatch           |
| 335045 | 2004 RW96              | 8 de setembre de 2004  | Palomar              | NEAT                 |
| 335046 | 2004 RH98              | 8 de setembre de 2004  | Socorro              | LINEAR               |
| 335047 | 2004 RS100             | 8 de setembre de 2004  | Socorro              | LINEAR               |
| 335048 | 2004 RW103             | 8 de setembre de 2004  | Palomar              | NEAT                 |
| 335049 | 2004 RZ107             | 9 de setembre de 2004  | Socorro              | LINEAR               |
| 335050 | 2004 RY108             | 9 de setembre de 2004  | Kitt Peak            | Spacewatch           |
| 335051 | 2004 RD109             | 10 de setembre de 2004 | Desert Moon          | B. L. Stevens        |
| 335052 | 2004 RA110             | 11 de setembre de 2004 | Socorro              | LINEAR               |
| 335053 | 2004 RJ110             | 11 de setembre de 2004 | Socorro              | LINEAR               |
| 335054 | 2004 RJ136             | 7 de setembre de 2004  | Palomar              | NEAT                 |
| 335055 | 2004 RD143             | 8 de setembre de 2004  | Palomar              | NEAT                 |
| 335056 | 2004 RR150             | 9 de setembre de 2004  | Socorro              | LINEAR               |
| 335057 | 2004 RR156             | 10 de setembre de 2004 | Socorro              | LINEAR               |
| 335058 | 2004 RK168             | 8 de setembre de 2004  | Socorro              | LINEAR               |
| 335059 | 2004 RK169             | 8 de setembre de 2004  | Socorro              | LINEAR               |
| 335060 | 2004 RX185             | 10 de setembre de 2004 | Socorro              | LINEAR               |
| 335061 | 2004 RZ191             | 10 de setembre de 2004 | Socorro              | LINEAR               |
| 335062 | 2004 RZ200             | 10 de setembre de 2004 | Socorro              | LINEAR               |
| 335063 | 2004 RV217             | 11 de setembre de 2004 | Socorro              | LINEAR               |
| 335064 | 2004 RC220             | 11 de setembre de 2004 | Socorro              | LINEAR               |
| 335065 | 2004 RF221             | 11 de setembre de 2004 | Socorro              | LINEAR               |
| 335066 | 2004 RD223             | 7 de setembre de 2004  | Socorro              | LINEAR               |
| 335067 | 2004 RH224             | 8 de setembre de 2004  | Palomar              | NEAT                 |
| 335068 | 2004 RP253             | 6 de setembre de 2004  | Palomar              | NEAT                 |
| 335069 | 2004 RD276             | 21 d'agost de 2004     | Kitt Peak            | Spacewatch           |
| 335070 | 2004 RE289             | 15 de setembre de 2004 | Socorro              | LINEAR               |
| 335071 | 2004 RB290             | 13 de setembre de 2004 | Socorro              | LINEAR               |
| 335072 | 2004 RS290             | 9 de setembre de 2004  | Socorro              | LINEAR               |
| 335073 | 2004 RT293             | 11 de setembre de 2004 | Palomar              | NEAT                 |
| 335074 | 2004 RT316             | 11 de setembre de 2004 | Socorro              | LINEAR               |
| 335075 | 2004 RD323             | 13 de setembre de 2004 | Socorro              | LINEAR               |
| 335076 | 2004 RV323             | 13 de setembre de 2004 | Socorro              | LINEAR               |
| 335077 | 2004 RF325             | 13 de setembre de 2004 | Socorro              | LINEAR               |
| 335078 | 2004 RD337             | 15 de setembre de 2004 | Kitt Peak            | Spacewatch           |
| 335079 | 2004 RU343             | 11 de setembre de 2004 | Palomar              | NEAT                 |
| 335080 | 2004 SN                | 21 d'agost de 2004     | Goodricke-Pigott     | R. A. Tucker         |
| 335081 | 2004 SW9               | 16 de setembre de 2004 | Siding Spring        | Siding Spring Survey |
| 335082 | 2004 SZ15              | 17 de setembre de 2004 | Anderson Mesa        | LONEOS               |
| 335083 | 2004 SF28              | 16 de setembre de 2004 | Kitt Peak            | Spacewatch           |
| 335084 | 2004 SC37              | 17 de setembre de 2004 | Kitt Peak            | Spacewatch           |
| 335085 | 2004 SS39              | 17 de setembre de 2004 | Socorro              | LINEAR               |
| 335086 | 2004 SM41              | 17 de setembre de 2004 | Kitt Peak            | Spacewatch           |
| 335087 | 2004 TE11              | 8 d'octubre de 2004    | Socorro              | LINEAR               |
| 335088 | 2004 TW35              | 4 d'octubre de 2004    | Kitt Peak            | Spacewatch           |
| 335089 | 2004 TY46              | 4 d'octubre de 2004    | Kitt Peak            | Spacewatch           |
| 335090 | 2004 TB52              | 4 d'octubre de 2004    | Kitt Peak            | Spacewatch           |
| 335091 | 2004 TE60              | 5 d'octubre de 2004    | Anderson Mesa        | LONEOS               |
| 335092 | 2004 TC63              | 5 d'octubre de 2004    | Kitt Peak            | Spacewatch           |
| 335093 | 2004 TD75              | 6 d'octubre de 2004    | Kitt Peak            | Spacewatch           |
| 335094 | 2004 TJ78              | 4 d'octubre de 2004    | Socorro              | LINEAR               |
| 335095 | 2004 TN80              | 5 d'octubre de 2004    | Kitt Peak            | Spacewatch           |
| 335096 | 2004 TX85              | 5 d'octubre de 2004    | Kitt Peak            | Spacewatch           |
| 335097 | 2004 TN86              | 5 d'octubre de 2004    | Kitt Peak            | Spacewatch           |
| 335098 | 2004 TZ91              | 5 d'octubre de 2004    | Kitt Peak            | Spacewatch           |
| 335099 | 2004 TV93              | 5 d'octubre de 2004    | Kitt Peak            | Spacewatch           |
| 335100 | 2004 TF128             | 7 d'octubre de 2004    | Socorro              | LINEAR               |

## 335101-335200
| Nom    | Designació provisional | Data de descobriment   | Lloc de descobriment | Descobridor/s     |
| ------ | ---------------------- | ---------------------- | -------------------- | ----------------- |
| 335101 | 2004 TR142             | 4 d'octubre de 2004    | Kitt Peak            | Spacewatch        |
| 335102 | 2004 TF147             | 6 d'octubre de 2004    | Kitt Peak            | Spacewatch        |
| 335103 | 2004 TJ147             | 15 de setembre de 2004 | Kitt Peak            | Spacewatch        |
| 335104 | 2004 TL149             | 6 d'octubre de 2004    | Kitt Peak            | Spacewatch        |
| 335105 | 2004 TJ150             | 6 d'octubre de 2004    | Kitt Peak            | Spacewatch        |
| 335106 | 2004 TL158             | 6 d'octubre de 2004    | Kitt Peak            | Spacewatch        |
| 335107 | 2004 TN165             | 7 d'octubre de 2004    | Kitt Peak            | Spacewatch        |
| 335108 | 2004 TR165             | 7 d'octubre de 2004    | Kitt Peak            | Spacewatch        |
| 335109 | 2004 TN166             | 7 d'octubre de 2004    | Kitt Peak            | Spacewatch        |
| 335110 | 2004 TE168             | 7 d'octubre de 2004    | Socorro              | LINEAR            |
| 335111 | 2004 TU168             | 7 d'octubre de 2004    | Socorro              | LINEAR            |
| 335112 | 2004 TD184             | 7 d'octubre de 2004    | Kitt Peak            | Spacewatch        |
| 335113 | 2004 TW186             | 7 d'octubre de 2004    | Kitt Peak            | Spacewatch        |
| 335114 | 2004 TJ188             | 7 d'octubre de 2004    | Kitt Peak            | Spacewatch        |
| 335115 | 2004 TG208             | 7 d'octubre de 2004    | Kitt Peak            | Spacewatch        |
| 335116 | 2004 TT212             | 8 d'octubre de 2004    | Kitt Peak            | Spacewatch        |
| 335117 | 2004 TQ241             | 10 d'octubre de 2004   | Palomar              | NEAT              |
| 335118 | 2004 TG250             | 7 d'octubre de 2004    | Kitt Peak            | Spacewatch        |
| 335119 | 2004 TR258             | 9 d'octubre de 2004    | Socorro              | LINEAR            |
| 335120 | 2004 TU258             | 9 d'octubre de 2004    | Socorro              | LINEAR            |
| 335121 | 2004 TS266             | 9 d'octubre de 2004    | Kitt Peak            | Spacewatch        |
| 335122 | 2004 TC267             | 9 d'octubre de 2004    | Kitt Peak            | Spacewatch        |
| 335123 | 2004 TF272             | 9 d'octubre de 2004    | Kitt Peak            | Spacewatch        |
| 335124 | 2004 TR278             | 9 d'octubre de 2004    | Kitt Peak            | Spacewatch        |
| 335125 | 2004 TZ282             | 7 d'octubre de 2004    | Kitt Peak            | Spacewatch        |
| 335126 | 2004 TB285             | 8 d'octubre de 2004    | Socorro              | LINEAR            |
| 335127 | 2004 TX286             | 9 d'octubre de 2004    | Socorro              | LINEAR            |
| 335128 | 2004 TO293             | 10 d'octubre de 2004   | Kitt Peak            | Spacewatch        |
| 335129 | 2004 TW299             | 8 d'octubre de 2004    | Socorro              | LINEAR            |
| 335130 | 2004 TQ316             | 11 d'octubre de 2004   | Kitt Peak            | Spacewatch        |
| 335131 | 2004 TV324             | 12 d'octubre de 2004   | Kitt Peak            | Spacewatch        |
| 335132 | 2004 TH345             | 15 d'octubre de 2004   | Haleakala            | NEAT              |
| 335133 | 2004 TW348             | 7 d'octubre de 2004    | Kitt Peak            | Spacewatch        |
| 335134 | 2004 UH2               | 18 d'octubre de 2004   | Socorro              | LINEAR            |
| 335135 | 2004 UG4               | 16 d'octubre de 2004   | Socorro              | LINEAR            |
| 335136 | 2004 VK8               | 3 de novembre de 2004  | Anderson Mesa        | LONEOS            |
| 335137 | 2004 VH14              | 4 de novembre de 2004  | Catalina             | CSS               |
| 335138 | 2004 VT23              | 5 de novembre de 2004  | Palomar              | NEAT              |
| 335139 | 2004 VX26              | 4 de novembre de 2004  | Catalina             | CSS               |
| 335140 | 2004 VO27              | 5 de novembre de 2004  | Palomar              | NEAT              |
| 335141 | 2004 VZ38              | 4 de novembre de 2004  | Kitt Peak            | Spacewatch        |
| 335142 | 2004 VW70              | 7 de novembre de 2004  | Socorro              | LINEAR            |
| 335143 | 2004 VS78              | 2 de novembre de 2004  | Anderson Mesa        | LONEOS            |
| 335144 | 2004 VP82              | 9 de novembre de 2004  | Catalina             | CSS               |
| 335145 | 2004 VC88              | 11 de novembre de 2004 | Kitt Peak            | Spacewatch        |
| 335146 | 2004 WM12              | 19 de novembre de 2004 | Anderson Mesa        | LONEOS            |
| 335147 | 2004 XF5               | 2 de desembre de 2004  | Catalina             | CSS               |
| 335148 | 2004 XZ25              | 9 de desembre de 2004  | Kitt Peak            | Spacewatch        |
| 335149 | 2004 XS30              | 9 de desembre de 2004  | Socorro              | LINEAR            |
| 335150 | 2004 XU31              | 9 de desembre de 2004  | Catalina             | CSS               |
| 335151 | 2004 XH45              | 8 de desembre de 2004  | Socorro              | LINEAR            |
| 335152 | 2004 XA49              | 11 de desembre de 2004 | Socorro              | LINEAR            |
| 335153 | 2004 XL50              | 10 de desembre de 2004 | Hormersdorf          | Hormersdorf       |
| 335154 | 2004 XG59              | 10 de desembre de 2004 | Kitt Peak            | Spacewatch        |
| 335155 | 2004 XM61              | 14 de desembre de 2004 | Hormersdorf          | Hormersdorf       |
| 335156 | 2004 XH64              | 2 de desembre de 2004  | Kitt Peak            | Spacewatch        |
| 335157 | 2004 XU73              | 13 de desembre de 2004 | Socorro              | LINEAR            |
| 335158 | 2004 XP83              | 11 de desembre de 2004 | Kitt Peak            | Spacewatch        |
| 335159 | 2004 XU91              | 11 de desembre de 2004 | Kitt Peak            | Spacewatch        |
| 335160 | 2004 XB92              | 11 de desembre de 2004 | Kitt Peak            | Spacewatch        |
| 335161 | 2004 XD92              | 11 de desembre de 2004 | Socorro              | LINEAR            |
| 335162 | 2004 XG100             | 23 d'octubre de 2004   | Kitt Peak            | Spacewatch        |
| 335163 | 2004 XZ102             | 14 de desembre de 2004 | Anderson Mesa        | LONEOS            |
| 335164 | 2004 XT105             | 11 de desembre de 2004 | Socorro              | LINEAR            |
| 335165 | 2004 XK116             | 12 de desembre de 2004 | Kitt Peak            | Spacewatch        |
| 335166 | 2004 XV124             | 11 de desembre de 2004 | Socorro              | LINEAR            |
| 335167 | 2004 XR154             | 15 de desembre de 2004 | Kitt Peak            | Spacewatch        |
| 335168 | 2004 XL164             | 11 de desembre de 2004 | Calvin-Rehoboth      | L. A. Molnar      |
| 335169 | 2004 XO171             | 10 de desembre de 2004 | Kitt Peak            | Spacewatch        |
| 335170 | 2004 XQ174             | 10 de desembre de 2004 | Campo Imperatore     | CINEOS            |
| 335171 | 2004 YK3               | 16 de desembre de 2004 | Anderson Mesa        | LONEOS            |
| 335172 | 2004 YS9               | 18 de desembre de 2004 | Mount Lemmon         | Mt. Lemmon Survey |
| 335173 | 2004 YS18              | 18 de desembre de 2004 | Mount Lemmon         | Mt. Lemmon Survey |
| 335174 | 2005 AB26              | 11 de gener de 2005    | Socorro              | LINEAR            |
| 335175 | 2005 AY33              | 13 de gener de 2005    | Kitt Peak            | Spacewatch        |
| 335176 | 2005 AK46              | 11 de gener de 2005    | Socorro              | LINEAR            |
| 335177 | 2005 AY55              | 15 de gener de 2005    | Kitt Peak            | Spacewatch        |
| 335178 | 2005 AX64              | 13 de gener de 2005    | Kitt Peak            | Spacewatch        |
| 335179 | 2005 AD77              | 15 de gener de 2005    | Kitt Peak            | Spacewatch        |
| 335180 | 2005 BT4               | 16 de gener de 2005    | Socorro              | LINEAR            |
| 335181 | 2005 BM9               | 16 de gener de 2005    | Socorro              | LINEAR            |
| 335182 | 2005 BR11              | 16 de gener de 2005    | Kitt Peak            | Spacewatch        |
| 335183 | 2005 BP48              | 18 de gener de 2005    | Catalina             | CSS               |
| 335184 | 2005 BM49              | 16 de gener de 2005    | Kitt Peak            | Spacewatch        |
| 335185 | 2005 CD4               | 1 de febrer de 2005    | Kitt Peak            | Spacewatch        |
| 335186 | 2005 CF14              | 2 de febrer de 2005    | Kitt Peak            | Spacewatch        |
| 335187 | 2005 CG50              | 2 de febrer de 2005    | Socorro              | LINEAR            |
| 335188 | 2005 CH57              | 2 de febrer de 2005    | Socorro              | LINEAR            |
| 335189 | 2005 CW65              | 9 de febrer de 2005    | Kitt Peak            | Spacewatch        |
| 335190 | 2005 CQ80              | 14 de febrer de 2005   | Catalina             | CSS               |
| 335191 | 2005 EO                | 1 de març de 2005      | Goodricke-Pigott     | R. A. Tucker      |
| 335192 | 2005 EC24              | 3 de març de 2005      | Junk Bond            | Junk Bond         |
| 335193 | 2005 EV36              | 4 de març de 2005      | Mount Lemmon         | Mt. Lemmon Survey |
| 335194 | 2005 EF43              | 3 de març de 2005      | Kitt Peak            | Spacewatch        |
| 335195 | 2005 EH56              | 4 de març de 2005      | Kitt Peak            | Spacewatch        |
| 335196 | 2005 EA65              | 4 de març de 2005      | Socorro              | LINEAR            |
| 335197 | 2005 EO69              | 4 de març de 2005      | Catalina             | CSS               |
| 335198 | 2005 EN88              | 8 de març de 2005      | Kitt Peak            | Spacewatch        |
| 335199 | 2005 EJ91              | 8 de març de 2005      | Kitt Peak            | Spacewatch        |
| 335200 | 2005 EE93              | 8 de març de 2005      | Socorro              | LINEAR            |

## 335201-335300
| Nom           | Designació provisional | Data de descobriment | Lloc de descobriment | Descobridor/s        |
| ------------- | ---------------------- | -------------------- | -------------------- | -------------------- |
| 335201        | 2005 EC94              | 6 de març de 2005    | Ottmarsheim          | Ottmarsheim          |
| 335202        | 2005 EH134             | 9 de març de 2005    | Mount Lemmon         | Mt. Lemmon Survey    |
| 335203        | 2005 EO138             | 9 de març de 2005    | Socorro              | LINEAR               |
| 335204        | 2005 ED142             | 10 de març de 2005   | Catalina             | CSS                  |
| 335205        | 2005 ER145             | 10 de març de 2005   | Mount Lemmon         | Mt. Lemmon Survey    |
| 335206        | 2005 EU150             | 10 de març de 2005   | Kitt Peak            | Spacewatch           |
| 335207        | 2005 EF163             | 10 de març de 2005   | Mount Lemmon         | Mt. Lemmon Survey    |
| 335208        | 2005 ER169             | 12 de març de 2005   | Socorro              | LINEAR               |
| 335209        | 2005 EH175             | 8 de març de 2005    | Kitt Peak            | Spacewatch           |
| 335210        | 2005 EO182             | 9 de març de 2005    | Anderson Mesa        | LONEOS               |
| 335211        | 2005 EH203             | 10 de març de 2005   | Mount Lemmon         | Mt. Lemmon Survey    |
| 335212        | 2005 EW217             | 9 de març de 2005    | Mount Lemmon         | Mt. Lemmon Survey    |
| 335213        | 2005 EE223             | 10 de març de 2005   | Catalina             | CSS                  |
| 335214        | 2005 EN233             | 10 de març de 2005   | Anderson Mesa        | LONEOS               |
| 335215        | 2005 EJ256             | 11 de març de 2005   | Socorro              | LINEAR               |
| 335216        | 2005 EN286             | 8 de març de 2005    | Socorro              | LINEAR               |
| 335217        | 2005 FL11              | 17 de març de 2005   | Mount Lemmon         | Mt. Lemmon Survey    |
| 335218        | 2005 GB6               | 1 d'abril de 2005    | Kitt Peak            | Spacewatch           |
| 335219        | 2005 GQ11              | 1 d'abril de 2005    | Anderson Mesa        | LONEOS               |
| 335220        | 2005 GB27              | 2 d'abril de 2005    | Palomar              | NEAT                 |
| 335221        | 2005 GP28              | 4 d'abril de 2005    | Kitt Peak            | Spacewatch           |
| 335222        | 2005 GY37              | 3 d'abril de 2005    | Socorro              | LINEAR               |
| 335223        | 2005 GG47              | 5 d'abril de 2005    | Mount Lemmon         | Mt. Lemmon Survey    |
| 335224        | 2005 GT48              | 5 d'abril de 2005    | Mount Lemmon         | Mt. Lemmon Survey    |
| 335225        | 2005 GE73              | 4 d'abril de 2005    | Catalina             | CSS                  |
| 335226        | 2005 GS81              | 4 d'abril de 2005    | Kitt Peak            | Spacewatch           |
| 335227        | 2005 GW88              | 5 d'abril de 2005    | Mount Lemmon         | Mt. Lemmon Survey    |
| 335228        | 2005 GH101             | 9 d'abril de 2005    | Kitt Peak            | Spacewatch           |
| 335229        | 2005 GY109             | 10 d'abril de 2005   | Mount Lemmon         | Mt. Lemmon Survey    |
| 335230        | 2005 GM113             | 9 d'abril de 2005    | Mount Lemmon         | Mt. Lemmon Survey    |
| 335231        | 2005 GG136             | 10 d'abril de 2005   | Kitt Peak            | Spacewatch           |
| 335232        | 2005 GT138             | 12 d'abril de 2005   | Kitt Peak            | Spacewatch           |
| 335233        | 2005 GS143             | 10 d'abril de 2005   | Kitt Peak            | Spacewatch           |
| 335234        | 2005 GM161             | 13 d'abril de 2005   | Catalina             | CSS                  |
| 335235        | 2005 GA170             | 12 d'abril de 2005   | Kitt Peak            | Spacewatch           |
| 335236        | 2005 GF190             | 12 d'abril de 2005   | Kitt Peak            | M. W. Buie           |
| 335237        | 2005 GZ194             | 10 d'abril de 2005   | Kitt Peak            | M. W. Buie           |
| 335238        | 2005 GJ207             | 10 d'abril de 2005   | Catalina             | CSS                  |
| 335239        | 2005 HE9               | 16 d'abril de 2005   | Kitt Peak            | Spacewatch           |
| 335240        | 2005 JQ95              | 8 de maig de 2005    | Mount Lemmon         | Mt. Lemmon Survey    |
| 335241        | 2005 JU95              | 8 de maig de 2005    | Kitt Peak            | Spacewatch           |
| 335242        | 2005 JJ114             | 17 d'abril de 2005   | Kitt Peak            | Spacewatch           |
| 335243        | 2005 JH122             | 11 de maig de 2005   | Palomar              | NEAT                 |
| 335244        | 2005 KA4               | 17 de maig de 2005   | Mount Lemmon         | Mt. Lemmon Survey    |
| 335245        | 2005 KS4               | 3 de maig de 2005    | Kitt Peak            | Spacewatch           |
| 335246        | 2005 LL                | 1 de juny de 2005    | Mount Lemmon         | Mt. Lemmon Survey    |
| 335247        | 2005 LZ                | 1 de juny de 2005    | Reedy Creek          | J. Broughton         |
| 335248        | 2005 LX7               | 4 de juny de 2005    | Goodricke-Pigott     | R. A. Tucker         |
| 335249        | 2005 LE35              | 10 de juny de 2005   | Kitt Peak            | Spacewatch           |
| 335250        | 2005 LN41              | 12 de juny de 2005   | Kitt Peak            | Spacewatch           |
| 335251        | 2005 LW47              | 14 de juny de 2005   | Mount Lemmon         | Mt. Lemmon Survey    |
| 335252        | 2005 LZ51              | 15 de juny de 2005   | Mount Lemmon         | Mt. Lemmon Survey    |
| 335253        | 2005 MN4               | 17 de juny de 2005   | Kitt Peak            | Spacewatch           |
| 335254        | 2005 MG20              | 29 de juny de 2005   | Palomar              | NEAT                 |
| 335255        | 2005 MB30              | 29 de juny de 2005   | Kitt Peak            | Spacewatch           |
| 335256        | 2005 MD34              | 29 de juny de 2005   | Palomar              | NEAT                 |
| 335257        | 2005 MK38              | 30 de juny de 2005   | Kitt Peak            | Spacewatch           |
| 335258        | 2005 ML41              | 30 de juny de 2005   | Kitt Peak            | Spacewatch           |
| 335259        | 2005 MY41              | 29 de juny de 2005   | Kitt Peak            | Spacewatch           |
| 335260        | 2005 MA49              | 29 de juny de 2005   | Palomar              | NEAT                 |
| 335261        | 2005 MZ51              | 30 de juny de 2005   | Kitt Peak            | Spacewatch           |
| 335262        | 2005 MU53              | 17 de juny de 2005   | Mount Lemmon         | Mt. Lemmon Survey    |
| 335263        | 2005 MX53              | 18 de juny de 2005   | Mount Lemmon         | Mt. Lemmon Survey    |
| 335264        | 2005 MQ54              | 17 de juny de 2005   | Mount Lemmon         | Mt. Lemmon Survey    |
| 335265        | 2005 NA3               | 3 de juliol de 2005  | Mount Lemmon         | Mt. Lemmon Survey    |
| 335266        | 2005 NW6               | 4 de juliol de 2005  | Mount Lemmon         | Mt. Lemmon Survey    |
| 335267        | 2005 NV8               | 13 de juny de 2005   | Mount Lemmon         | Mt. Lemmon Survey    |
| 335268        | 2005 NZ9               | 2 de juliol de 2005  | Kitt Peak            | Spacewatch           |
| 335269        | 2005 NP11              | 4 de juliol de 2005  | Palomar              | NEAT                 |
| 335270        | 2005 NZ16              | 2 de juliol de 2005  | Kitt Peak            | Spacewatch           |
| 335271        | 2005 NC17              | 3 de juliol de 2005  | Palomar              | NEAT                 |
| 335272        | 2005 NR19              | 5 de juliol de 2005  | Mount Lemmon         | Mt. Lemmon Survey    |
| 335273        | 2005 NW21              | 1 de juliol de 2005  | Kitt Peak            | Spacewatch           |
| 335274        | 2005 NH22              | 1 de juliol de 2005  | Kitt Peak            | Spacewatch           |
| 335275        | 2005 NX28              | 5 de juliol de 2005  | Palomar              | NEAT                 |
| 335276        | 2005 NR57              | 5 de juliol de 2005  | Palomar              | NEAT                 |
| 335277        | 2005 NH58              | 6 de juliol de 2005  | Kitt Peak            | Spacewatch           |
| 335278        | 2005 NA65              | 1 de juliol de 2005  | Kitt Peak            | Spacewatch           |
| 335279        | 2005 NY81              | 15 de juliol de 2005 | Kitt Peak            | Spacewatch           |
| 335280        | 2005 NN100             | 12 de juliol de 2005 | Mount Lemmon         | Mt. Lemmon Survey    |
| 335281        | 2005 NG123             | 8 de juliol de 2005  | Kitt Peak            | Spacewatch           |
| 335282        | 2005 OV6               | 28 de juliol de 2005 | Palomar              | NEAT                 |
| 335283        | 2005 OJ9               | 20 de juny de 2005   | Palomar              | NEAT                 |
| 335284        | 2005 ON10              | 27 de juliol de 2005 | Palomar              | NEAT                 |
| 335285        | 2005 OY12              | 29 de juliol de 2005 | Palomar              | NEAT                 |
| 335286        | 2005 OX15              | 29 de juliol de 2005 | Palomar              | NEAT                 |
| 335287        | 2005 OE20              | 28 de juliol de 2005 | Palomar              | NEAT                 |
| 335288        | 2005 OO22              | 31 de juliol de 2005 | Siding Spring        | Siding Spring Survey |
| 335289        | 2005 OJ26              | 29 de juliol de 2005 | Anderson Mesa        | LONEOS               |
| 335290        | 2005 OE31              | 29 de juliol de 2005 | Anderson Mesa        | LONEOS               |
| 335291        | 2005 PG1               | 1 d'agost de 2005    | Siding Spring        | Siding Spring Survey |
| 335292 Larrey | 2005 PG5               | 3 d'agost de 2005    | Saint-Sulpice        | Saint-Sulpice        |
| 335293        | 2005 PL8               | 4 d'agost de 2005    | Palomar              | NEAT                 |
| 335294        | 2005 PL11              | 4 d'agost de 2005    | Palomar              | NEAT                 |
| 335295        | 2005 PV19              | 6 d'agost de 2005    | Palomar              | NEAT                 |
| 335296        | 2005 QG6               | 24 d'agost de 2005   | Palomar              | NEAT                 |
| 335297        | 2005 QJ8               | 25 d'agost de 2005   | Palomar              | NEAT                 |
| 335298        | 2005 QE10              | 25 d'agost de 2005   | Campo Imperatore     | CINEOS               |
| 335299        | 2005 QV10              | 24 d'agost de 2005   | Palomar              | NEAT                 |
| 335300        | 2005 QG11              | 24 d'agost de 2005   | Palomar              | NEAT                 |

## 335301-335400
| Nom    | Designació provisional | Data de descobriment   | Lloc de descobriment | Descobridor/s        |
| ------ | ---------------------- | ---------------------- | -------------------- | -------------------- |
| 335301 | 2005 QU11              | 22 d'agost de 2005     | Palomar              | NEAT                 |
| 335302 | 2005 QN13              | 24 d'agost de 2005     | Palomar              | NEAT                 |
| 335303 | 2005 QL15              | 25 d'agost de 2005     | Palomar              | NEAT                 |
| 335304 | 2005 QL25              | 27 d'agost de 2005     | Kitt Peak            | Spacewatch           |
| 335305 | 2005 QZ29              | 27 d'agost de 2005     | Anderson Mesa        | LONEOS               |
| 335306 | 2005 QK30              | 28 d'agost de 2005     | Saint-Sulpice        | B. Christophe        |
| 335307 | 2005 QS33              | 25 d'agost de 2005     | Palomar              | NEAT                 |
| 335308 | 2005 QS36              | 25 d'agost de 2005     | Palomar              | NEAT                 |
| 335309 | 2005 QM37              | 25 d'agost de 2005     | Palomar              | NEAT                 |
| 335310 | 2005 QO37              | 25 d'agost de 2005     | Palomar              | NEAT                 |
| 335311 | 2005 QX39              | 26 d'agost de 2005     | Palomar              | NEAT                 |
| 335312 | 2005 QA44              | 26 d'agost de 2005     | Palomar              | NEAT                 |
| 335313 | 2005 QS45              | 26 d'agost de 2005     | Palomar              | NEAT                 |
| 335314 | 2005 QM53              | 28 d'agost de 2005     | Kitt Peak            | Spacewatch           |
| 335315 | 2005 QH54              | 28 d'agost de 2005     | Kitt Peak            | Spacewatch           |
| 335316 | 2005 QZ70              | 29 d'agost de 2005     | Socorro              | LINEAR               |
| 335317 | 2005 QH74              | 29 d'agost de 2005     | Anderson Mesa        | LONEOS               |
| 335318 | 2005 QY79              | 28 d'agost de 2005     | Anderson Mesa        | LONEOS               |
| 335319 | 2005 QH83              | 29 d'agost de 2005     | Anderson Mesa        | LONEOS               |
| 335320 | 2005 QR83              | 29 d'agost de 2005     | Anderson Mesa        | LONEOS               |
| 335321 | 2005 QQ91              | 26 d'agost de 2005     | Anderson Mesa        | LONEOS               |
| 335322 | 2005 QS104             | 27 d'agost de 2005     | Palomar              | NEAT                 |
| 335323 | 2005 QV108             | 27 d'agost de 2005     | Palomar              | NEAT                 |
| 335324 | 2005 QN110             | 27 d'agost de 2005     | Palomar              | NEAT                 |
| 335325 | 2005 QK124             | 28 d'agost de 2005     | Kitt Peak            | Spacewatch           |
| 335326 | 2005 QX132             | 28 d'agost de 2005     | Kitt Peak            | Spacewatch           |
| 335327 | 2005 QF135             | 28 d'agost de 2005     | Kitt Peak            | Spacewatch           |
| 335328 | 2005 QT143             | 25 d'agost de 2005     | Palomar              | NEAT                 |
| 335329 | 2005 QM155             | 28 d'agost de 2005     | Siding Spring        | Siding Spring Survey |
| 335330 | 2005 QG176             | 31 d'agost de 2005     | Kitt Peak            | Spacewatch           |
| 335331 | 2005 QO188             | 25 d'agost de 2005     | Palomar              | NEAT                 |
| 335332 | 2005 RD                | 1 de setembre de 2005  | Wrightwood           | J. W. Young          |
| 335333 | 2005 RR11              | 11 de setembre de 2005 | Junk Bond            | D. Healy             |
| 335334 | 2005 RV21              | 6 de setembre de 2005  | Anderson Mesa        | LONEOS               |
| 335335 | 2005 RW21              | 6 de setembre de 2005  | Anderson Mesa        | LONEOS               |
| 335336 | 2005 RZ22              | 6 de setembre de 2005  | Socorro              | LINEAR               |
| 335337 | 2005 SM                | 22 de setembre de 2005 | Uccle                | T. Pauwels           |
| 335338 | 2005 SS8               | 25 de setembre de 2005 | Kitt Peak            | Spacewatch           |
| 335339 | 2005 SK10              | 26 de setembre de 2005 | Socorro              | LINEAR               |
| 335340 | 2005 SR19              | 24 de setembre de 2005 | Great Shefford       | P. Birtwhistle       |
| 335341 | 2005 SX19              | 25 de setembre de 2005 | Kingsnake            | J. V. McClusky       |
| 335342 | 2005 SB23              | 23 de setembre de 2005 | Kitt Peak            | Spacewatch           |
| 335343 | 2005 SD35              | 23 de setembre de 2005 | Kitt Peak            | Spacewatch           |
| 335344 | 2005 SV36              | 24 de setembre de 2005 | Kitt Peak            | Spacewatch           |
| 335345 | 2005 SB39              | 24 de setembre de 2005 | Kitt Peak            | Spacewatch           |
| 335346 | 2005 SR45              | 24 de setembre de 2005 | Kitt Peak            | Spacewatch           |
| 335347 | 2005 SW46              | 24 de setembre de 2005 | Kitt Peak            | Spacewatch           |
| 335348 | 2005 SQ49              | 24 de setembre de 2005 | Kitt Peak            | Spacewatch           |
| 335349 | 2005 SL53              | 25 de setembre de 2005 | Catalina             | CSS                  |
| 335350 | 2005 SZ53              | 25 de setembre de 2005 | Kitt Peak            | Spacewatch           |
| 335351 | 2005 SU64              | 26 de setembre de 2005 | Palomar              | NEAT                 |
| 335352 | 2005 SN66              | 26 de setembre de 2005 | Palomar              | NEAT                 |
| 335353 | 2005 SO67              | 27 de setembre de 2005 | Kitt Peak            | Spacewatch           |
| 335354 | 2005 SB68              | 27 de setembre de 2005 | Kitt Peak            | Spacewatch           |
| 335355 | 2005 SW71              | 23 de setembre de 2005 | Kitt Peak            | Spacewatch           |
| 335356 | 2005 ST93              | 24 de setembre de 2005 | Kitt Peak            | Spacewatch           |
| 335357 | 2005 SJ98              | 25 de setembre de 2005 | Kitt Peak            | Spacewatch           |
| 335358 | 2005 SB103             | 25 de setembre de 2005 | Palomar              | NEAT                 |
| 335359 | 2005 SN105             | 25 de setembre de 2005 | Kitt Peak            | Spacewatch           |
| 335360 | 2005 ST108             | 26 de setembre de 2005 | Kitt Peak            | Spacewatch           |
| 335361 | 2005 SK112             | 26 de setembre de 2005 | Palomar              | NEAT                 |
| 335362 | 2005 SD113             | 26 de setembre de 2005 | Palomar              | NEAT                 |
| 335363 | 2005 SD117             | 28 de setembre de 2005 | Palomar              | NEAT                 |
| 335364 | 2005 SS124             | 29 de setembre de 2005 | Kitt Peak            | Spacewatch           |
| 335365 | 2005 SM133             | 29 de setembre de 2005 | Kitt Peak            | Spacewatch           |
| 335366 | 2005 SK145             | 25 de setembre de 2005 | Kitt Peak            | Spacewatch           |
| 335367 | 2005 ST145             | 25 de setembre de 2005 | Kitt Peak            | Spacewatch           |
| 335368 | 2005 SX147             | 25 de setembre de 2005 | Kitt Peak            | Spacewatch           |
| 335369 | 2005 SX150             | 25 de setembre de 2005 | Kitt Peak            | Spacewatch           |
| 335370 | 2005 SW153             | 26 de setembre de 2005 | Kitt Peak            | Spacewatch           |
| 335371 | 2005 SP163             | 27 de setembre de 2005 | Palomar              | NEAT                 |
| 335372 | 2005 SE167             | 28 de setembre de 2005 | Palomar              | NEAT                 |
| 335373 | 2005 SY170             | 29 de setembre de 2005 | Kitt Peak            | Spacewatch           |
| 335374 | 2005 SZ182             | 29 de setembre de 2005 | Kitt Peak            | Spacewatch           |
| 335375 | 2005 SS183             | 29 de setembre de 2005 | Kitt Peak            | Spacewatch           |
| 335376 | 2005 SA193             | 29 de setembre de 2005 | Catalina             | CSS                  |
| 335377 | 2005 SM208             | 30 de setembre de 2005 | Kitt Peak            | Spacewatch           |
| 335378 | 2005 SM210             | 30 de setembre de 2005 | Palomar              | NEAT                 |
| 335379 | 2005 SK214             | 30 de setembre de 2005 | Anderson Mesa        | LONEOS               |
| 335380 | 2005 SO214             | 30 de setembre de 2005 | Catalina             | CSS                  |
| 335381 | 2005 SA232             | 30 de setembre de 2005 | Mount Lemmon         | Mt. Lemmon Survey    |
| 335382 | 2005 SR233             | 30 de setembre de 2005 | Mount Lemmon         | Mt. Lemmon Survey    |
| 335383 | 2005 SG234             | 29 de setembre de 2005 | Anderson Mesa        | LONEOS               |
| 335384 | 2005 SQ253             | 23 de setembre de 2005 | Palomar              | NEAT                 |
| 335385 | 2005 SY256             | 22 de setembre de 2005 | Palomar              | NEAT                 |
| 335386 | 2005 SN263             | 23 de setembre de 2005 | Catalina             | CSS                  |
| 335387 | 2005 SY278             | 26 de setembre de 2005 | Kitt Peak            | Spacewatch           |
| 335388 | 2005 SM281             | 30 de setembre de 2005 | Mauna Kea            | Mauna Kea            |
| 335389 | 2005 TV2               | 1 d'octubre de 2005    | Catalina             | CSS                  |
| 335390 | 2005 TW2               | 1 d'octubre de 2005    | Catalina             | CSS                  |
| 335391 | 2005 TY3               | 1 d'octubre de 2005    | Anderson Mesa        | LONEOS               |
| 335392 | 2005 TF5               | 1 d'octubre de 2005    | Catalina             | CSS                  |
| 335393 | 2005 TC7               | 1 d'octubre de 2005    | Mount Lemmon         | Mt. Lemmon Survey    |
| 335394 | 2005 TZ13              | 1 d'octubre de 2005    | Mount Lemmon         | Mt. Lemmon Survey    |
| 335395 | 2005 TU14              | 3 d'octubre de 2005    | Catalina             | CSS                  |
| 335396 | 2005 TA17              | 1 d'octubre de 2005    | Socorro              | LINEAR               |
| 335397 | 2005 TE18              | 1 d'octubre de 2005    | Socorro              | LINEAR               |
| 335398 | 2005 TF18              | 1 d'octubre de 2005    | Socorro              | LINEAR               |
| 335399 | 2005 TM21              | 1 d'octubre de 2005    | Kitt Peak            | Spacewatch           |
| 335400 | 2005 TY21              | 1 d'octubre de 2005    | Anderson Mesa        | LONEOS               |

## 335401-335500
| Nom    | Designació provisional | Data de descobriment   | Lloc de descobriment | Descobridor/s     |
| ------ | ---------------------- | ---------------------- | -------------------- | ----------------- |
| 335401 | 2005 TM27              | 1 d'octubre de 2005    | Catalina             | CSS               |
| 335402 | 2005 TS27              | 1 d'octubre de 2005    | Catalina             | CSS               |
| 335403 | 2005 TB77              | 5 d'octubre de 2005    | Kitt Peak            | Spacewatch        |
| 335404 | 2005 TE86              | 3 d'octubre de 2005    | Catalina             | CSS               |
| 335405 | 2005 TW98              | 7 d'octubre de 2005    | Catalina             | CSS               |
| 335406 | 2005 TZ98              | 7 d'octubre de 2005    | Catalina             | CSS               |
| 335407 | 2005 TC108             | 29 de setembre de 2005 | Kitt Peak            | Spacewatch        |
| 335408 | 2005 TM108             | 7 d'octubre de 2005    | Kitt Peak            | Spacewatch        |
| 335409 | 2005 TP115             | 7 d'octubre de 2005    | Kitt Peak            | Spacewatch        |
| 335410 | 2005 TZ123             | 7 d'octubre de 2005    | Kitt Peak            | Spacewatch        |
| 335411 | 2005 TZ129             | 7 d'octubre de 2005    | Kitt Peak            | Spacewatch        |
| 335412 | 2005 TU131             | 7 d'octubre de 2005    | Kitt Peak            | Spacewatch        |
| 335413 | 2005 TG169             | 9 d'octubre de 2005    | Kitt Peak            | Spacewatch        |
| 335414 | 2005 TO193             | 6 d'octubre de 2005    | Mount Lemmon         | Mt. Lemmon Survey |
| 335415 | 2005 UT1               | 22 d'octubre de 2005   | Junk Bond            | D. Healy          |
| 335416 | 2005 UR12              | 29 d'octubre de 2005   | Andrushivka          | Andrushivka       |
| 335417 | 2005 UH16              | 22 d'octubre de 2005   | Kitt Peak            | Spacewatch        |
| 335418 | 2005 UO16              | 22 d'octubre de 2005   | Kitt Peak            | Spacewatch        |
| 335419 | 2005 UU26              | 23 d'octubre de 2005   | Catalina             | CSS               |
| 335420 | 2005 UA40              | 24 d'octubre de 2005   | Kitt Peak            | Spacewatch        |
| 335421 | 2005 UJ42              | 22 d'octubre de 2005   | Kitt Peak            | Spacewatch        |
| 335422 | 2005 UU48              | 23 d'octubre de 2005   | Kitt Peak            | Spacewatch        |
| 335423 | 2005 UR49              | 23 d'octubre de 2005   | Palomar              | NEAT              |
| 335424 | 2005 UN52              | 23 d'octubre de 2005   | Catalina             | CSS               |
| 335425 | 2005 UJ55              | 23 d'octubre de 2005   | Catalina             | CSS               |
| 335426 | 2005 UA61              | 25 d'octubre de 2005   | Mount Lemmon         | Mt. Lemmon Survey |
| 335427 | 2005 UG72              | 23 d'octubre de 2005   | Catalina             | CSS               |
| 335428 | 2005 UB85              | 22 d'octubre de 2005   | Kitt Peak            | Spacewatch        |
| 335429 | 2005 UC87              | 22 d'octubre de 2005   | Kitt Peak            | Spacewatch        |
| 335430 | 2005 UK87              | 22 d'octubre de 2005   | Kitt Peak            | Spacewatch        |
| 335431 | 2005 UT99              | 22 d'octubre de 2005   | Kitt Peak            | Spacewatch        |
| 335432 | 2005 UA162             | 27 d'octubre de 2005   | Socorro              | LINEAR            |
| 335433 | 2005 UW163             | 24 d'octubre de 2005   | Kitt Peak            | Spacewatch        |
| 335434 | 2005 UY170             | 24 d'octubre de 2005   | Kitt Peak            | Spacewatch        |
| 335435 | 2005 UZ207             | 27 d'octubre de 2005   | Kitt Peak            | Spacewatch        |
| 335436 | 2005 UR215             | 25 d'octubre de 2005   | Kitt Peak            | Spacewatch        |
| 335437 | 2005 UL223             | 25 d'octubre de 2005   | Kitt Peak            | Spacewatch        |
| 335438 | 2005 UQ282             | 26 d'octubre de 2005   | Kitt Peak            | Spacewatch        |
| 335439 | 2005 UP296             | 26 d'octubre de 2005   | Kitt Peak            | Spacewatch        |
| 335440 | 2005 UA303             | 26 d'octubre de 2005   | Kitt Peak            | Spacewatch        |
| 335441 | 2005 US304             | 26 d'octubre de 2005   | Kitt Peak            | Spacewatch        |
| 335442 | 2005 UH311             | 29 d'octubre de 2005   | Catalina             | CSS               |
| 335443 | 2005 UZ316             | 27 d'octubre de 2005   | Mount Lemmon         | Mt. Lemmon Survey |
| 335444 | 2005 UY350             | 29 d'octubre de 2005   | Catalina             | CSS               |
| 335445 | 2005 UV354             | 29 d'octubre de 2005   | Catalina             | CSS               |
| 335446 | 2005 US392             | 30 d'octubre de 2005   | Mount Lemmon         | Mt. Lemmon Survey |
| 335447 | 2005 UM393             | 27 d'octubre de 2005   | Anderson Mesa        | LONEOS            |
| 335448 | 2005 UH397             | 28 d'octubre de 2005   | Catalina             | CSS               |
| 335449 | 2005 UM421             | 5 d'octubre de 2005    | Kitt Peak            | Spacewatch        |
| 335450 | 2005 UO431             | 28 d'octubre de 2005   | Kitt Peak            | Spacewatch        |
| 335451 | 2005 UR454             | 28 d'octubre de 2005   | Catalina             | CSS               |
| 335452 | 2005 UD456             | 29 d'octubre de 2005   | Catalina             | CSS               |
| 335453 | 2005 UC508             | 27 d'octubre de 2005   | Mount Lemmon         | Mt. Lemmon Survey |
| 335454 | 2005 UL508             | 25 d'octubre de 2005   | Mount Lemmon         | Mt. Lemmon Survey |
| 335455 | 2005 UO518             | 1 d'octubre de 2005    | Apache Point         | A. C. Becker      |
| 335456 | 2005 UX520             | 26 d'octubre de 2005   | Apache Point         | A. C. Becker      |
| 335457 | 2005 VB3               | 1 de novembre de 2005  | Socorro              | LINEAR            |
| 335458 | 2005 VB6               | 5 de novembre de 2005  | Catalina             | CSS               |
| 335459 | 2005 VZ27              | 3 de novembre de 2005  | Mount Lemmon         | Mt. Lemmon Survey |
| 335460 | 2005 VY38              | 3 de novembre de 2005  | Mount Lemmon         | Mt. Lemmon Survey |
| 335461 | 2005 VB61              | 5 de novembre de 2005  | Catalina             | CSS               |
| 335462 | 2005 VC87              | 6 de novembre de 2005  | Kitt Peak            | Spacewatch        |
| 335463 | 2005 VH89              | 29 d'octubre de 2005   | Kitt Peak            | Spacewatch        |
| 335464 | 2005 VY118             | 11 de novembre de 2005 | Socorro              | LINEAR            |
| 335465 | 2005 VS135             | 12 de novembre de 2005 | Kitt Peak            | Spacewatch        |
| 335466 | 2005 WQ                | 20 de novembre de 2005 | Wrightwood           | J. W. Young       |
| 335467 | 2005 WB27              | 21 de novembre de 2005 | Kitt Peak            | Spacewatch        |
| 335468 | 2005 WU35              | 22 de novembre de 2005 | Kitt Peak            | Spacewatch        |
| 335469 | 2005 WB63              | 25 de novembre de 2005 | Kitt Peak            | Spacewatch        |
| 335470 | 2005 WU63              | 25 de novembre de 2005 | Palomar              | NEAT              |
| 335471 | 2005 WX68              | 25 de novembre de 2005 | Mount Lemmon         | Mt. Lemmon Survey |
| 335472 | 2005 WW88              | 25 de novembre de 2005 | Kitt Peak            | Spacewatch        |
| 335473 | 2005 WE94              | 26 de novembre de 2005 | Kitt Peak            | Spacewatch        |
| 335474 | 2005 WS94              | 26 de novembre de 2005 | Kitt Peak            | Spacewatch        |
| 335475 | 2005 WD96              | 26 de novembre de 2005 | Kitt Peak            | Spacewatch        |
| 335476 | 2005 WB99              | 28 de novembre de 2005 | Mount Lemmon         | Mt. Lemmon Survey |
| 335477 | 2005 WL103             | 26 de novembre de 2005 | Catalina             | CSS               |
| 335478 | 2005 WR112             | 30 de novembre de 2005 | Mount Lemmon         | Mt. Lemmon Survey |
| 335479 | 2005 WA114             | 28 de novembre de 2005 | Mount Lemmon         | Mt. Lemmon Survey |
| 335480 | 2005 WY129             | 25 de novembre de 2005 | Mount Lemmon         | Mt. Lemmon Survey |
| 335481 | 2005 WJ138             | 26 de novembre de 2005 | Mount Lemmon         | Mt. Lemmon Survey |
| 335482 | 2005 WC140             | 26 de novembre de 2005 | Mount Lemmon         | Mt. Lemmon Survey |
| 335483 | 2005 WF144             | 30 de novembre de 2005 | Palomar              | NEAT              |
| 335484 | 2005 WZ149             | 28 de novembre de 2005 | Kitt Peak            | Spacewatch        |
| 335485 | 2005 WD154             | 29 de novembre de 2005 | Kitt Peak            | Spacewatch        |
| 335486 | 2005 WO177             | 30 de novembre de 2005 | Kitt Peak            | Spacewatch        |
| 335487 | 2005 WF194             | 29 de novembre de 2005 | Socorro              | LINEAR            |
| 335488 | 2005 WZ203             | 25 de novembre de 2005 | Mount Lemmon         | Mt. Lemmon Survey |
| 335489 | 2005 WL210             | 21 de novembre de 2005 | Kitt Peak            | Spacewatch        |
| 335490 | 2005 XG5               | 6 de desembre de 2005  | Kitt Peak            | Spacewatch        |
| 335491 | 2005 XR24              | 2 de desembre de 2005  | Socorro              | LINEAR            |
| 335492 | 2005 XC51              | 2 de desembre de 2005  | Kitt Peak            | Spacewatch        |
| 335493 | 2005 XU55              | 5 de desembre de 2005  | Mount Lemmon         | Mt. Lemmon Survey |
| 335494 | 2005 XS86              | 8 de desembre de 2005  | Kitt Peak            | Spacewatch        |
| 335495 | 2005 XZ114             | 2 de desembre de 2005  | Kitt Peak            | Spacewatch        |
| 335496 | 2005 XK115             | 6 de desembre de 2005  | Mount Lemmon         | Mt. Lemmon Survey |
| 335497 | 2005 YK5               | 21 de desembre de 2005 | Kitt Peak            | Spacewatch        |
| 335498 | 2005 YX16              | 22 de desembre de 2005 | Catalina             | CSS               |
| 335499 | 2005 YB28              | 22 de desembre de 2005 | Kitt Peak            | Spacewatch        |
| 335500 | 2005 YQ29              | 25 d'octubre de 2005   | Mount Lemmon         | Mt. Lemmon Survey |

## 335501-335600
| Nom    | Designació provisional | Data de descobriment   | Lloc de descobriment | Descobridor/s     |
| ------ | ---------------------- | ---------------------- | -------------------- | ----------------- |
| 335501 | 2005 YX49              | 24 de desembre de 2005 | Kitt Peak            | Spacewatch        |
| 335502 | 2005 YT53              | 22 de desembre de 2005 | Kitt Peak            | Spacewatch        |
| 335503 | 2005 YJ55              | 25 de desembre de 2005 | Kitt Peak            | Spacewatch        |
| 335504 | 2005 YN65              | 25 de desembre de 2005 | Kitt Peak            | Spacewatch        |
| 335505 | 2005 YZ72              | 10 de març de 2003     | Kitt Peak            | Spacewatch        |
| 335506 | 2005 YR93              | 26 de desembre de 2005 | Marly                | Observatoire Naef |
| 335507 | 2005 YF114             | 25 de desembre de 2005 | Kitt Peak            | Spacewatch        |
| 335508 | 2005 YJ142             | 28 de desembre de 2005 | Mount Lemmon         | Mt. Lemmon Survey |
| 335509 | 2005 YB143             | 28 de desembre de 2005 | Mount Lemmon         | Mt. Lemmon Survey |
| 335510 | 2005 YO144             | 28 de desembre de 2005 | Mount Lemmon         | Mt. Lemmon Survey |
| 335511 | 2005 YA145             | 19 de desembre de 2001 | Palomar              | NEAT              |
| 335512 | 2005 YF168             | 28 de desembre de 2005 | Kitt Peak            | Spacewatch        |
| 335513 | 2005 YR169             | 26 de novembre de 2005 | Mount Lemmon         | Mt. Lemmon Survey |
| 335514 | 2005 YW169             | 31 de desembre de 2005 | Kitt Peak            | Spacewatch        |
| 335515 | 2005 YP182             | 30 de desembre de 2005 | Socorro              | LINEAR            |
| 335516 | 2005 YT199             | 25 de desembre de 2005 | Mount Lemmon         | Mt. Lemmon Survey |
| 335517 | 2005 YZ206             | 27 de desembre de 2005 | Mount Lemmon         | Mt. Lemmon Survey |
| 335518 | 2005 YC211             | 25 de desembre de 2005 | Anderson Mesa        | LONEOS            |
| 335519 | 2005 YZ217             | 31 de desembre de 2005 | Mount Lemmon         | Mt. Lemmon Survey |
| 335520 | 2005 YT241             | 30 de desembre de 2005 | Kitt Peak            | Spacewatch        |
| 335521 | 2005 YB257             | 30 de desembre de 2005 | Kitt Peak            | Spacewatch        |
| 335522 | 2005 YA268             | 25 de desembre de 2005 | Mount Lemmon         | Mt. Lemmon Survey |
| 335523 | 2006 AY13              | 5 de gener de 2006     | Mount Lemmon         | Mt. Lemmon Survey |
| 335524 | 2006 AK23              | 4 de gener de 2006     | Kitt Peak            | Spacewatch        |
| 335525 | 2006 AZ23              | 4 de gener de 2006     | Catalina             | CSS               |
| 335526 | 2006 AD25              | 5 de gener de 2006     | Kitt Peak            | Spacewatch        |
| 335527 | 2006 AV27              | 5 de gener de 2006     | Mount Lemmon         | Mt. Lemmon Survey |
| 335528 | 2006 AN31              | 5 de gener de 2006     | Catalina             | CSS               |
| 335529 | 2006 AE57              | 8 de gener de 2006     | Kitt Peak            | Spacewatch        |
| 335530 | 2006 AH59              | 4 de gener de 2006     | Mount Lemmon         | Mt. Lemmon Survey |
| 335531 | 2006 AA72              | 6 de gener de 2006     | Kitt Peak            | Spacewatch        |
| 335532 | 2006 AT81              | 6 de gener de 2006     | Anderson Mesa        | LONEOS            |
| 335533 | 2006 AH83              | 4 de gener de 2006     | Catalina             | CSS               |
| 335534 | 2006 AA86              | 12 de gener de 2006    | Palomar              | NEAT              |
| 335535 | 2006 AW93              | 7 de gener de 2006     | Mount Lemmon         | Mt. Lemmon Survey |
| 335536 | 2006 AJ100             | 7 de gener de 2006     | Mount Lemmon         | Mt. Lemmon Survey |
| 335537 | 2006 AE105             | 5 de gener de 2006     | Mount Lemmon         | Mt. Lemmon Survey |
| 335538 | 2006 BK2               | 20 de gener de 2006    | Kitt Peak            | Spacewatch        |
| 335539 | 2006 BT5               | 8 de gener de 2006     | Catalina             | CSS               |
| 335540 | 2006 BY5               | 18 de gener de 2006    | Catalina             | CSS               |
| 335541 | 2006 BC32              | 20 de gener de 2006    | Kitt Peak            | Spacewatch        |
| 335542 | 2006 BL33              | 21 de gener de 2006    | Kitt Peak            | Spacewatch        |
| 335543 | 2006 BO43              | 23 de gener de 2006    | Catalina             | CSS               |
| 335544 | 2006 BK62              | 22 de gener de 2006    | Catalina             | CSS               |
| 335545 | 2006 BA69              | 23 de gener de 2006    | Kitt Peak            | Spacewatch        |
| 335546 | 2006 BT78              | 23 de gener de 2006    | Kitt Peak            | Spacewatch        |
| 335547 | 2006 BA90              | 25 de gener de 2006    | Kitt Peak            | Spacewatch        |
| 335548 | 2006 BP98              | 26 de gener de 2006    | Mount Lemmon         | Mt. Lemmon Survey |
| 335549 | 2006 BC114             | 25 de gener de 2006    | Kitt Peak            | Spacewatch        |
| 335550 | 2006 BX123             | 22 d'agost de 2003     | Palomar              | NEAT              |
| 335551 | 2006 BZ125             | 26 de gener de 2006    | Kitt Peak            | Spacewatch        |
| 335552 | 2006 BS129             | 26 de gener de 2006    | Mount Lemmon         | Mt. Lemmon Survey |
| 335553 | 2006 BK133             | 26 de gener de 2006    | Kitt Peak            | Spacewatch        |
| 335554 | 2006 BO142             | 26 de gener de 2006    | Mount Lemmon         | Mt. Lemmon Survey |
| 335555 | 2006 BG149             | 23 de gener de 2006    | Socorro              | LINEAR            |
| 335556 | 2006 BV157             | 25 de gener de 2006    | Kitt Peak            | Spacewatch        |
| 335557 | 2006 BQ193             | 30 de gener de 2006    | Kitt Peak            | Spacewatch        |
| 335558 | 2006 BC194             | 30 de gener de 2006    | Kitt Peak            | Spacewatch        |
| 335559 | 2006 BL220             | 30 de gener de 2006    | Kitt Peak            | Spacewatch        |
| 335560 | 2006 BT228             | 31 de gener de 2006    | Kitt Peak            | Spacewatch        |
| 335561 | 2006 BU249             | 31 de gener de 2006    | Mount Lemmon         | Mt. Lemmon Survey |
| 335562 | 2006 BP252             | 31 de gener de 2006    | Kitt Peak            | Spacewatch        |
| 335563 | 2006 BQ253             | 31 de gener de 2006    | Kitt Peak            | Spacewatch        |
| 335564 | 2006 BL262             | 31 de gener de 2006    | Kitt Peak            | Spacewatch        |
| 335565 | 2006 BO267             | 26 de gener de 2006    | Catalina             | CSS               |
| 335566 | 2006 CJ1               | 1 de febrer de 2006    | Kitt Peak            | Spacewatch        |
| 335567 | 2006 CK5               | 1 de febrer de 2006    | Kitt Peak            | Spacewatch        |
| 335568 | 2006 CG20              | 1 de febrer de 2006    | Mount Lemmon         | Mt. Lemmon Survey |
| 335569 | 2006 CR22              | 1 de febrer de 2006    | Mount Lemmon         | Mt. Lemmon Survey |
| 335570 | 2006 CB39              | 2 de febrer de 2006    | Kitt Peak            | Spacewatch        |
| 335571 | 2006 CB40              | 2 de febrer de 2006    | Mount Lemmon         | Mt. Lemmon Survey |
| 335572 | 2006 CC47              | 3 de febrer de 2006    | Kitt Peak            | Spacewatch        |
| 335573 | 2006 CQ47              | 20 de gener de 2006    | Kitt Peak            | Spacewatch        |
| 335574 | 2006 CJ51              | 4 de febrer de 2006    | Kitt Peak            | Spacewatch        |
| 335575 | 2006 DH2               | 20 de febrer de 2006   | Kitt Peak            | Spacewatch        |
| 335576 | 2006 DC4               | 20 de febrer de 2006   | Catalina             | CSS               |
| 335577 | 2006 DE4               | 20 de febrer de 2006   | Catalina             | CSS               |
| 335578 | 2006 DK13              | 22 de febrer de 2006   | Catalina             | CSS               |
| 335579 | 2006 DK20              | 23 de gener de 2006    | Kitt Peak            | Spacewatch        |
| 335580 | 2006 DQ22              | 20 de febrer de 2006   | Kitt Peak            | Spacewatch        |
| 335581 | 2006 DM23              | 20 de febrer de 2006   | Kitt Peak            | Spacewatch        |
| 335582 | 2006 DJ29              | 20 de febrer de 2006   | Mount Lemmon         | Mt. Lemmon Survey |
| 335583 | 2006 DR40              | 4 de febrer de 2006    | Mount Lemmon         | Mt. Lemmon Survey |
| 335584 | 2006 DL41              | 23 de febrer de 2006   | Anderson Mesa        | LONEOS            |
| 335585 | 2006 DC57              | 24 de febrer de 2006   | Kitt Peak            | Spacewatch        |
| 335586 | 2006 DF61              | 24 de febrer de 2006   | Kitt Peak            | Spacewatch        |
| 335587 | 2006 DG66              | 22 de febrer de 2006   | Anderson Mesa        | LONEOS            |
| 335588 | 2006 DU67              | 23 de febrer de 2006   | Socorro              | LINEAR            |
| 335589 | 2006 DF88              | 24 de febrer de 2006   | Kitt Peak            | Spacewatch        |
| 335590 | 2006 DV123             | 24 de febrer de 2006   | Mount Lemmon         | Mt. Lemmon Survey |
| 335591 | 2006 DY131             | 25 de febrer de 2006   | Kitt Peak            | Spacewatch        |
| 335592 | 2006 DE133             | 25 de febrer de 2006   | Kitt Peak            | Spacewatch        |
| 335593 | 2006 DM140             | 2 de febrer de 2006    | Mount Lemmon         | Mt. Lemmon Survey |
| 335594 | 2006 DL153             | 25 de febrer de 2006   | Kitt Peak            | Spacewatch        |
| 335595 | 2006 DV155             | 4 de novembre de 2005  | Kitt Peak            | Spacewatch        |
| 335596 | 2006 DA160             | 27 de febrer de 2006   | Kitt Peak            | Spacewatch        |
| 335597 | 2006 DM171             | 27 de febrer de 2006   | Kitt Peak            | Spacewatch        |
| 335598 | 2006 DD202             | 20 de febrer de 2006   | Catalina             | CSS               |
| 335599 | 2006 DY216             | 20 de febrer de 2006   | Mount Lemmon         | Mt. Lemmon Survey |
| 335600 | 2006 EO1               | 2 de març de 2006      | Nyukasa              | Nyukasa           |

## 335601-335700
| Nom    | Designació provisional | Data de descobriment   | Lloc de descobriment | Descobridor/s        |
| ------ | ---------------------- | ---------------------- | -------------------- | -------------------- |
| 335601 | 2006 EX17              | 2 de març de 2006      | Kitt Peak            | Spacewatch           |
| 335602 | 2006 EO20              | 3 de març de 2006      | Kitt Peak            | Spacewatch           |
| 335603 | 2006 EY23              | 21 de gener de 2006    | Kitt Peak            | Spacewatch           |
| 335604 | 2006 EH33              | 3 de març de 2006      | Mount Lemmon         | Mt. Lemmon Survey    |
| 335605 | 2006 EW34              | 3 de març de 2006      | Kitt Peak            | Spacewatch           |
| 335606 | 2006 EK42              | 4 de març de 2006      | Kitt Peak            | Spacewatch           |
| 335607 | 2006 EW42              | 4 de març de 2006      | Kitt Peak            | Spacewatch           |
| 335608 | 2006 EN52              | 7 de febrer de 2006    | Kitt Peak            | Spacewatch           |
| 335609 | 2006 EA53              | 2 de març de 2006      | Kitt Peak            | Spacewatch           |
| 335610 | 2006 EL63              | 5 de març de 2006      | Kitt Peak            | Spacewatch           |
| 335611 | 2006 EW71              | 2 de març de 2006      | Mount Lemmon         | Mt. Lemmon Survey    |
| 335612 | 2006 EN74              | 5 de març de 2006      | Kitt Peak            | Spacewatch           |
| 335613 | 2006 FM9               | 26 de març de 2006     | Siding Spring        | Siding Spring Survey |
| 335614 | 2006 FG15              | 23 de març de 2006     | Mount Lemmon         | Mt. Lemmon Survey    |
| 335615 | 2006 FF18              | 23 de març de 2006     | Kitt Peak            | Spacewatch           |
| 335616 | 2006 FG33              | 25 de març de 2006     | Mount Lemmon         | Mt. Lemmon Survey    |
| 335617 | 2006 FQ42              | 26 de març de 2006     | Mount Lemmon         | Mt. Lemmon Survey    |
| 335618 | 2006 GE11              | 23 de març de 2006     | Kitt Peak            | Spacewatch           |
| 335619 | 2006 GJ21              | 2 d'abril de 2006      | Mount Lemmon         | Mt. Lemmon Survey    |
| 335620 | 2006 GZ26              | 2 d'abril de 2006      | Kitt Peak            | Spacewatch           |
| 335621 | 2006 GA37              | 8 d'abril de 2006      | Mount Lemmon         | Mt. Lemmon Survey    |
| 335622 | 2006 HM4               | 19 d'abril de 2006     | Anderson Mesa        | LONEOS               |
| 335623 | 2006 HZ4               | 19 d'abril de 2006     | Mount Lemmon         | Mt. Lemmon Survey    |
| 335624 | 2006 HW26              | 20 d'abril de 2006     | Kitt Peak            | Spacewatch           |
| 335625 | 2006 HD27              | 20 d'abril de 2006     | Kitt Peak            | Spacewatch           |
| 335626 | 2006 HC51              | 24 d'abril de 2006     | Reedy Creek          | J. Broughton         |
| 335627 | 2006 HW62              | 24 d'abril de 2006     | Kitt Peak            | Spacewatch           |
| 335628 | 2006 HH69              | 24 d'abril de 2006     | Mount Lemmon         | Mt. Lemmon Survey    |
| 335629 | 2006 HF153             | 29 d'abril de 2006     | Kitt Peak            | Spacewatch           |
| 335630 | 2006 JM3               | 2 de maig de 2006      | Mount Lemmon         | Mt. Lemmon Survey    |
| 335631 | 2006 JY11              | 1 de maig de 2006      | Kitt Peak            | Spacewatch           |
| 335632 | 2006 JY15              | 2 de maig de 2006      | Mount Lemmon         | Mt. Lemmon Survey    |
| 335633 | 2006 JN20              | 2 de maig de 2006      | Kitt Peak            | Spacewatch           |
| 335634 | 2006 JR20              | 24 d'abril de 2006     | Kitt Peak            | Spacewatch           |
| 335635 | 2006 JB28              | 2 de maig de 2006      | Kitt Peak            | Spacewatch           |
| 335636 | 2006 JZ35              | 4 de maig de 2006      | Kitt Peak            | Spacewatch           |
| 335637 | 2006 KP6               | 19 de maig de 2006     | Mount Lemmon         | Mt. Lemmon Survey    |
| 335638 | 2006 KQ19              | 22 de maig de 2006     | Kitt Peak            | Spacewatch           |
| 335639 | 2006 KR19              | 22 de maig de 2006     | Kitt Peak            | Spacewatch           |
| 335640 | 2006 KC28              | 20 de maig de 2006     | Kitt Peak            | Spacewatch           |
| 335641 | 2006 KD32              | 20 de maig de 2006     | Kitt Peak            | Spacewatch           |
| 335642 | 2006 KH36              | 21 de maig de 2006     | Kitt Peak            | Spacewatch           |
| 335643 | 2006 KM43              | 6 de maig de 2006      | Mount Lemmon         | Mt. Lemmon Survey    |
| 335644 | 2006 KQ52              | 21 de maig de 2006     | Kitt Peak            | Spacewatch           |
| 335645 | 2006 KP55              | 21 de maig de 2006     | Kitt Peak            | Spacewatch           |
| 335646 | 2006 KC64              | 23 de maig de 2006     | Kitt Peak            | Spacewatch           |
| 335647 | 2006 KU69              | 22 de maig de 2006     | Kitt Peak            | Spacewatch           |
| 335648 | 2006 KB111             | 31 de maig de 2006     | Mount Lemmon         | Mt. Lemmon Survey    |
| 335649 | 2006 KG119             | 31 de maig de 2006     | Kitt Peak            | Spacewatch           |
| 335650 | 2006 LE3               | 15 de juny de 2006     | Kitt Peak            | Spacewatch           |
| 335651 | 2006 OK                | 25 d'agost de 1995     | Kitt Peak            | Spacewatch           |
| 335652 | 2006 OF11              | 20 de juliol de 2006   | Palomar              | NEAT                 |
| 335653 | 2006 PU1               | 12 d'agost de 2006     | Palomar              | NEAT                 |
| 335654 | 2006 PY3               | 14 d'agost de 2006     | Reedy Creek          | J. Broughton         |
| 335655 | 2006 PE29              | 12 d'agost de 2006     | Palomar              | NEAT                 |
| 335656 | 2006 QL5               | 19 d'agost de 2006     | Kitt Peak            | Spacewatch           |
| 335657 | 2006 QU19              | 18 d'agost de 2006     | Socorro              | LINEAR               |
| 335658 | 2006 QC69              | 21 d'agost de 2006     | Kitt Peak            | Spacewatch           |
| 335659 | 2006 RZ25              | 14 de setembre de 2006 | Kitt Peak            | Spacewatch           |
| 335660 | 2006 SX1               | 16 de setembre de 2006 | Catalina             | CSS                  |
| 335661 | 2006 SE63              | 19 de setembre de 2006 | Anderson Mesa        | LONEOS               |
| 335662 | 2006 SZ128             | 17 de setembre de 2006 | Catalina             | CSS                  |
| 335663 | 2006 SP135             | 20 de setembre de 2006 | Anderson Mesa        | LONEOS               |
| 335664 | 2006 SK139             | 21 de setembre de 2006 | Anderson Mesa        | LONEOS               |
| 335665 | 2006 SA152             | 19 de setembre de 2006 | Kitt Peak            | Spacewatch           |
| 335666 | 2006 SQ171             | 25 de setembre de 2006 | Kitt Peak            | Spacewatch           |
| 335667 | 2006 SM213             | 27 de setembre de 2006 | Kitt Peak            | Spacewatch           |
| 335668 | 2006 ST372             | 24 de setembre de 2006 | Moletai              | Moletai              |
| 335669 | 2006 TS17              | 11 d'octubre de 2006   | Kitt Peak            | Spacewatch           |
| 335670 | 2006 TH22              | 11 d'octubre de 2006   | Kitt Peak            | Spacewatch           |
| 335671 | 2006 TS91              | 13 d'octubre de 2006   | Kitt Peak            | Spacewatch           |
| 335672 | 2006 UT45              | 16 d'octubre de 2006   | Kitt Peak            | Spacewatch           |
| 335673 | 2006 UG246             | 27 d'octubre de 2006   | Mount Lemmon         | Mt. Lemmon Survey    |
| 335674 | 2006 UP246             | 27 d'octubre de 2006   | Mount Lemmon         | Mt. Lemmon Survey    |
| 335675 | 2006 UJ278             | 28 d'octubre de 2006   | Kitt Peak            | Spacewatch           |
| 335676 | 2006 UP279             | 28 d'octubre de 2006   | Mount Lemmon         | Mt. Lemmon Survey    |
| 335677 | 2006 UM338             | 28 d'octubre de 2006   | Mount Lemmon         | Mt. Lemmon Survey    |
| 335678 | 2006 UE361             | 19 d'octubre de 2006   | Catalina             | CSS                  |
| 335679 | 2006 VR20              | 9 de novembre de 2006  | Kitt Peak            | Spacewatch           |
| 335680 | 2006 VV47              | 10 de novembre de 2006 | Kitt Peak            | Spacewatch           |
| 335681 | 2006 VA59              | 11 de novembre de 2006 | Kitt Peak            | Spacewatch           |
| 335682 | 2006 VZ59              | 11 de novembre de 2006 | Kitt Peak            | Spacewatch           |
| 335683 | 2006 VL63              | 11 de novembre de 2006 | Kitt Peak            | Spacewatch           |
| 335684 | 2006 VA101             | 22 d'octubre de 2006   | Catalina             | CSS                  |
| 335685 | 2006 VL101             | 18 d'agost de 2002     | Palomar              | NEAT                 |
| 335686 | 2006 VU169             | 11 de novembre de 2006 | Kitt Peak            | Spacewatch           |
| 335687 | 2006 WD39              | 16 d'abril de 2005     | Kitt Peak            | Spacewatch           |
| 335688 | 2006 WG56              | 16 de novembre de 2006 | Mount Lemmon         | Mt. Lemmon Survey    |
| 335689 | 2006 WQ102             | 19 de novembre de 2006 | Kitt Peak            | Spacewatch           |
| 335690 | 2006 WZ128             | 27 de novembre de 2006 | 7300                 | W. K. Y. Yeung       |
| 335691 | 2006 WK153             | 21 de novembre de 2006 | Mount Lemmon         | Mt. Lemmon Survey    |
| 335692 | 2006 WA155             | 22 de novembre de 2006 | Kitt Peak            | Spacewatch           |
| 335693 | 2006 WO168             | 23 de novembre de 2006 | Kitt Peak            | Spacewatch           |
| 335694 | 2006 WC193             | 27 de novembre de 2006 | Kitt Peak            | Spacewatch           |
| 335695 | 2006 WA204             | 28 de novembre de 2006 | Mount Lemmon         | Mt. Lemmon Survey    |
| 335696 | 2006 WZ205             | 16 de novembre de 2006 | Mount Lemmon         | Mt. Lemmon Survey    |
| 335697 | 2006 XL1               | 11 de desembre de 2006 | 7300                 | W. K. Y. Yeung       |
| 335698 | 2006 XH19              | 11 de desembre de 2006 | Kitt Peak            | Spacewatch           |
| 335699 | 2006 XU51              | 14 de desembre de 2006 | Mount Lemmon         | Mt. Lemmon Survey    |
| 335700 | 2006 XG69              | 15 de desembre de 2006 | Kitt Peak            | Spacewatch           |

## 335701-335800
| Nom           | Designació provisional | Data de descobriment   | Lloc de descobriment | Descobridor/s        |
| ------------- | ---------------------- | ---------------------- | -------------------- | -------------------- |
| 335701        | 2006 YC10              | 21 de desembre de 2006 | Catalina             | CSS                  |
| 335702        | 2006 YM15              | 20 de desembre de 2006 | Palomar              | NEAT                 |
| 335703        | 2006 YD36              | 21 de desembre de 2006 | Kitt Peak            | Spacewatch           |
| 335704        | 2006 YX53              | 27 de desembre de 2006 | Mount Lemmon         | Mt. Lemmon Survey    |
| 335705        | 2007 AS                | 8 de gener de 2007     | Mount Lemmon         | Mt. Lemmon Survey    |
| 335706        | 2007 AS3               | 8 de gener de 2007     | Kitt Peak            | Spacewatch           |
| 335707        | 2007 AG4               | 8 de gener de 2007     | Catalina             | CSS                  |
| 335708        | 2007 AM28              | 9 de gener de 2007     | Kitt Peak            | Spacewatch           |
| 335709        | 2007 BB10              | 17 de gener de 2007    | Kitt Peak            | Spacewatch           |
| 335710        | 2007 BZ41              | 24 de gener de 2007    | Catalina             | CSS                  |
| 335711        | 2007 BT48              | 26 de gener de 2007    | Kitt Peak            | Spacewatch           |
| 335712        | 2007 BO75              | 17 de gener de 2007    | Kitt Peak            | Spacewatch           |
| 335713        | 2007 CK4               | 26 de gener de 2007    | Kitt Peak            | Spacewatch           |
| 335714        | 2007 CT4               | 6 de febrer de 2007    | Mount Lemmon         | Mt. Lemmon Survey    |
| 335715        | 2007 CL6               | 6 de febrer de 2007    | Kitt Peak            | Spacewatch           |
| 335716        | 2007 CV7               | 6 de febrer de 2007    | Kitt Peak            | Spacewatch           |
| 335717        | 2007 CF17              | 8 de febrer de 2007    | Kitt Peak            | Spacewatch           |
| 335718        | 2007 CD20              | 27 de desembre de 2006 | Mount Lemmon         | Mt. Lemmon Survey    |
| 335719        | 2007 CZ24              | 8 de febrer de 2007    | Catalina             | CSS                  |
| 335720        | 2007 CU38              | 6 de febrer de 2007    | Mount Lemmon         | Mt. Lemmon Survey    |
| 335721        | 2007 CJ41              | 28 de gener de 2007    | Mount Lemmon         | Mt. Lemmon Survey    |
| 335722        | 2007 CS53              | 15 de febrer de 2007   | Palomar              | NEAT                 |
| 335723        | 2007 CJ59              | 10 de febrer de 2007   | Catalina             | CSS                  |
| 335724        | 2007 CZ62              | 17 de gener de 2007    | Kitt Peak            | Spacewatch           |
| 335725        | 2007 DP11              | 20 de febrer de 2007   | Vicques              | M. Ory               |
| 335726        | 2007 DU15              | 17 de febrer de 2007   | Kitt Peak            | Spacewatch           |
| 335727        | 2007 DE29              | 17 de febrer de 2007   | Kitt Peak            | Spacewatch           |
| 335728        | 2007 DX32              | 17 de febrer de 2007   | Kitt Peak            | Spacewatch           |
| 335729        | 2007 DG36              | 17 de febrer de 2007   | Mount Lemmon         | Mt. Lemmon Survey    |
| 335730        | 2007 DL36              | 17 de febrer de 2007   | Kitt Peak            | Spacewatch           |
| 335731        | 2007 DS45              | 21 de febrer de 2007   | Kitt Peak            | Spacewatch           |
| 335732        | 2007 DG50              | 16 de febrer de 2007   | Palomar              | NEAT                 |
| 335733        | 2007 DR60              | 30 de gener de 2007    | Siding Spring        | Siding Spring Survey |
| 335734        | 2007 DE82              | 23 de febrer de 2007   | Mount Lemmon         | Mt. Lemmon Survey    |
| 335735        | 2007 DS86              | 23 de febrer de 2007   | Mount Lemmon         | Mt. Lemmon Survey    |
| 335736        | 2007 DA91              | 23 de febrer de 2007   | Mount Lemmon         | Mt. Lemmon Survey    |
| 335737        | 2007 DB102             | 24 de febrer de 2007   | Nyukasa              | Nyukasa              |
| 335738        | 2007 DA111             | 23 de febrer de 2007   | Mount Lemmon         | Mt. Lemmon Survey    |
| 335739        | 2007 DD116             | 27 de febrer de 2007   | Kitt Peak            | Spacewatch           |
| 335740        | 2007 EJ2               | 9 de març de 2007      | Kitt Peak            | Spacewatch           |
| 335741        | 2007 EH7               | 9 de març de 2007      | Mount Lemmon         | Mt. Lemmon Survey    |
| 335742        | 2007 EW11              | 27 de gener de 2007    | Mount Lemmon         | Mt. Lemmon Survey    |
| 335743        | 2007 EY13              | 9 de març de 2007      | Kitt Peak            | Spacewatch           |
| 335744        | 2007 EQ16              | 9 de març de 2007      | Kitt Peak            | Spacewatch           |
| 335745        | 2007 EW22              | 23 de febrer de 2007   | Mount Lemmon         | Mt. Lemmon Survey    |
| 335746        | 2007 EJ26              | 11 de març de 2007     | Catalina             | CSS                  |
| 335747        | 2007 EA39              | 12 de març de 2007     | Mount Lemmon         | Mt. Lemmon Survey    |
| 335748        | 2007 EH44              | 9 de març de 2007      | Kitt Peak            | Spacewatch           |
| 335749        | 2007 ER47              | 9 de març de 2007      | Mount Lemmon         | Mt. Lemmon Survey    |
| 335750        | 2007 EH49              | 10 de març de 2007     | Kitt Peak            | Spacewatch           |
| 335751        | 2007 ER52              | 11 de març de 2007     | Mount Lemmon         | Mt. Lemmon Survey    |
| 335752        | 2007 ET55              | 12 de març de 2007     | Mount Lemmon         | Mt. Lemmon Survey    |
| 335753        | 2007 EO73              | 10 de març de 2007     | Mount Lemmon         | Mt. Lemmon Survey    |
| 335754        | 2007 EQ73              | 10 de març de 2007     | Mount Lemmon         | Mt. Lemmon Survey    |
| 335755        | 2007 EO76              | 10 de març de 2007     | Kitt Peak            | Spacewatch           |
| 335756        | 2007 EY82              | 12 de març de 2007     | Kitt Peak            | Spacewatch           |
| 335757        | 2007 EW86              | 13 de març de 2007     | Catalina             | CSS                  |
| 335758        | 2007 EM88              | 15 de març de 2007     | Kitt Peak            | Spacewatch           |
| 335759        | 2007 EO91              | 10 de març de 2007     | Kitt Peak            | Spacewatch           |
| 335760        | 2007 EU100             | 11 de març de 2007     | Mount Lemmon         | Mt. Lemmon Survey    |
| 335761        | 2007 EJ104             | 11 de març de 2007     | Mount Lemmon         | Mt. Lemmon Survey    |
| 335762        | 2007 EV113             | 11 de febrer de 2003   | Haleakala            | NEAT                 |
| 335763        | 2007 ET116             | 13 de març de 2007     | Mount Lemmon         | Mt. Lemmon Survey    |
| 335764        | 2007 ET117             | 21 de febrer de 2007   | Mount Lemmon         | Mt. Lemmon Survey    |
| 335765        | 2007 EX119             | 13 de març de 2007     | Mount Lemmon         | Mt. Lemmon Survey    |
| 335766        | 2007 EC141             | 12 de març de 2007     | Kitt Peak            | Spacewatch           |
| 335767        | 2007 EV145             | 12 de març de 2007     | Mount Lemmon         | Mt. Lemmon Survey    |
| 335768        | 2007 EH150             | 12 de març de 2007     | Mount Lemmon         | Mt. Lemmon Survey    |
| 335769        | 2007 ET151             | 26 de febrer de 2007   | Mount Lemmon         | Mt. Lemmon Survey    |
| 335770        | 2007 EP156             | 12 de març de 2007     | Kitt Peak            | Spacewatch           |
| 335771        | 2007 EF161             | 14 de març de 2007     | Siding Spring        | Siding Spring Survey |
| 335772        | 2007 EA166             | 10 de març de 2007     | Kitt Peak            | Spacewatch           |
| 335773        | 2007 ER178             | 14 de març de 2007     | Kitt Peak            | Spacewatch           |
| 335774        | 2007 EY178             | 14 de març de 2007     | Kitt Peak            | Spacewatch           |
| 335775        | 2007 EH180             | 14 de març de 2007     | Kitt Peak            | Spacewatch           |
| 335776        | 2007 EU180             | 14 de març de 2007     | Catalina             | CSS                  |
| 335777        | 2007 EX193             | 14 de març de 2007     | Catalina             | CSS                  |
| 335778        | 2007 EQ203             | 10 de març de 2007     | Mount Lemmon         | Mt. Lemmon Survey    |
| 335779        | 2007 EW214             | 9 de març de 2007      | Mount Lemmon         | Mt. Lemmon Survey    |
| 335780        | 2007 ED216             | 13 de març de 2007     | Catalina             | CSS                  |
| 335781        | 2007 EN218             | 10 de març de 2007     | Mount Lemmon         | Mt. Lemmon Survey    |
| 335782        | 2007 FR4               | 19 de març de 2007     | La Sagra             | La Sagra             |
| 335783        | 2007 FR10              | 16 de març de 2007     | Kitt Peak            | Spacewatch           |
| 335784        | 2007 FP15              | 19 de març de 2007     | Anderson Mesa        | LONEOS               |
| 335785        | 2007 FJ19              | 20 de març de 2007     | Mount Lemmon         | Mt. Lemmon Survey    |
| 335786        | 2007 FM33              | 25 de març de 2007     | Mount Lemmon         | Mt. Lemmon Survey    |
| 335787        | 2007 FQ47              | 26 de març de 2007     | Kitt Peak            | Spacewatch           |
| 335788        | 2007 GJ                | 7 d'abril de 2007      | Catalina             | CSS                  |
| 335789        | 2007 GN13              | 11 d'abril de 2007     | Kitt Peak            | Spacewatch           |
| 335790        | 2007 GN37              | 14 d'abril de 2007     | Kitt Peak            | Spacewatch           |
| 335791        | 2007 GK46              | 14 d'abril de 2007     | Kitt Peak            | Spacewatch           |
| 335792        | 2007 GN51              | 11 d'abril de 2007     | Catalina             | CSS                  |
| 335793        | 2007 GF59              | 15 d'abril de 2007     | Kitt Peak            | Spacewatch           |
| 335794        | 2007 GQ59              | 15 d'abril de 2007     | Kitt Peak            | Spacewatch           |
| 335795        | 2007 GT60              | 15 d'abril de 2007     | Kitt Peak            | Spacewatch           |
| 335796        | 2007 GN73              | 15 d'abril de 2007     | Catalina             | CSS                  |
| 335797        | 2007 HJ1               | 16 d'abril de 2007     | Catalina             | CSS                  |
| 335798        | 2007 HM15              | 19 d'abril de 2007     | Pises                | Pises                |
| 335799 Zonglü | 2007 HW15              | 19 d'abril de 2007     | Lulin                | LUSS                 |
| 335800        | 2007 HM24              | 18 d'abril de 2007     | Kitt Peak            | Spacewatch           |

## 335801-335900
| Nom                 | Designació provisional | Data de descobriment   | Lloc de descobriment | Descobridor/s          |
| ------------------- | ---------------------- | ---------------------- | -------------------- | ---------------------- |
| 335801              | 2007 HK41              | 20 d'abril de 2007     | Socorro              | LINEAR                 |
| 335802              | 2007 HF46              | 20 d'abril de 2007     | Anderson Mesa        | LONEOS                 |
| 335803              | 2007 HK59              | 18 d'abril de 2007     | Mount Lemmon         | Mt. Lemmon Survey      |
| 335804              | 2007 HW66              | 22 d'abril de 2007     | Mount Lemmon         | Mt. Lemmon Survey      |
| 335805              | 2007 HA82              | 25 d'abril de 2007     | Kitt Peak            | Spacewatch             |
| 335806              | 2007 HA84              | 26 d'abril de 2007     | Kitt Peak            | Spacewatch             |
| 335807              | 2007 HE97              | 23 d'abril de 2007     | Catalina             | CSS                    |
| 335808              | 2007 JG                | 7 de maig de 2007      | Mount Lemmon         | Mt. Lemmon Survey      |
| 335809              | 2007 JG4               | 7 de maig de 2007      | Kitt Peak            | Spacewatch             |
| 335810              | 2007 JR4               | 7 de maig de 2007      | Kitt Peak            | Spacewatch             |
| 335811              | 2007 JE5               | 9 de maig de 2007      | Mount Lemmon         | Mt. Lemmon Survey      |
| 335812              | 2007 JR10              | 7 de maig de 2007      | Kitt Peak            | Spacewatch             |
| 335813              | 2007 JZ11              | 7 de maig de 2007      | Kitt Peak            | Spacewatch             |
| 335814              | 2007 JA12              | 7 de maig de 2007      | Kitt Peak            | Spacewatch             |
| 335815              | 2007 JS17              | 7 de maig de 2007      | Mount Lemmon         | Mt. Lemmon Survey      |
| 335816              | 2007 JT17              | 7 de maig de 2007      | Mount Lemmon         | Mt. Lemmon Survey      |
| 335817              | 2007 JU17              | 7 de maig de 2007      | Mount Lemmon         | Mt. Lemmon Survey      |
| 335818              | 2007 JV17              | 7 de maig de 2007      | Mount Lemmon         | Mt. Lemmon Survey      |
| 335819              | 2007 JO18              | 9 de maig de 2007      | Kitt Peak            | Spacewatch             |
| 335820              | 2007 JB20              | 10 de maig de 2007     | Mount Lemmon         | Mt. Lemmon Survey      |
| 335821              | 2007 JD32              | 12 de maig de 2007     | Mount Lemmon         | Mt. Lemmon Survey      |
| 335822              | 2007 JR40              | 12 de maig de 2007     | Mount Lemmon         | Mt. Lemmon Survey      |
| 335823              | 2007 JU42              | 9 d'abril de 2007      | Siding Spring        | Siding Spring Survey   |
| 335824              | 2007 KN7               | 16 de maig de 2007     | Siding Spring        | Siding Spring Survey   |
| 335825              | 2007 LN3               | 8 de juny de 2007      | Kitt Peak            | Spacewatch             |
| 335826              | 2007 LD4               | 8 de juny de 2007      | Kitt Peak            | Spacewatch             |
| 335827              | 2007 LJ5               | 9 de juny de 2007      | Kitt Peak            | Spacewatch             |
| 335828              | 2007 LS5               | 7 de juny de 2007      | Kitt Peak            | Spacewatch             |
| 335829              | 2007 LD6               | 8 de juny de 2007      | Kitt Peak            | Spacewatch             |
| 335830              | 2007 LY7               | 8 de juny de 2007      | Kitt Peak            | Spacewatch             |
| 335831              | 2007 LH9               | 8 de juny de 2007      | Kitt Peak            | Spacewatch             |
| 335832              | 2007 LJ9               | 31 de gener de 2006    | Kitt Peak            | Spacewatch             |
| 335833              | 2007 LW16              | 10 de juny de 2007     | Kitt Peak            | Spacewatch             |
| 335834              | 2007 LE20              | 9 de juny de 2007      | Kitt Peak            | Spacewatch             |
| 335835              | 2007 LE24              | 14 de juny de 2007     | Kitt Peak            | Spacewatch             |
| 335836              | 2007 LY26              | 15 de juny de 2007     | Kitt Peak            | Spacewatch             |
| 335837              | 2007 LZ33              | 15 de juny de 2007     | Kitt Peak            | Spacewatch             |
| 335838              | 2007 LP34              | 9 de juny de 2007      | Kitt Peak            | Spacewatch             |
| 335839              | 2007 MQ1               | 16 de juny de 2007     | Kitt Peak            | Spacewatch             |
| 335840              | 2007 MM2               | 16 de juny de 2007     | Kitt Peak            | Spacewatch             |
| 335841              | 2007 MG4               | 16 de juny de 2007     | Kitt Peak            | Spacewatch             |
| 335842              | 2007 MP5               | 17 de juny de 2007     | Kitt Peak            | Spacewatch             |
| 335843              | 2007 MN6               | 21 de juny de 2007     | Tiki                 | S. F. Hoenig, N. Teamo |
| 335844              | 2007 MX8               | 19 de juny de 2007     | Kitt Peak            | Spacewatch             |
| 335845              | 2007 MP16              | 23 de juny de 2007     | Kitt Peak            | Spacewatch             |
| 335846              | 2007 MW21              | 22 de juny de 2007     | Kitt Peak            | Spacewatch             |
| 335847              | 2007 OJ10              | 18 de juliol de 2007   | Mount Lemmon         | Mt. Lemmon Survey      |
| 335848              | 2007 PP24              | 12 d'agost de 2007     | Socorro              | LINEAR                 |
| 335849              | 2007 PQ46              | 10 d'agost de 2007     | Kitt Peak            | Spacewatch             |
| 335850              | 2007 QO5               | 17 d'agost de 2007     | Purple Mountain      | PMO NEO Survey Program |
| 335851              | 2007 QZ11              | 22 d'agost de 2007     | Goodricke-Pigott     | R. A. Tucker           |
| 335852              | 2007 QJ17              | 24 d'agost de 2007     | Kitt Peak            | Spacewatch             |
| 335853 Valléedaoste | 2007 RT6               | 7 de setembre de 2007  | Saint-Barthelemy     | A. Carbognani          |
| 335854              | 2007 RT8               | 4 de gener de 2006     | Catalina             | CSS                    |
| 335855              | 2007 RD16              | 12 de setembre de 2007 | Altschwendt          | W. Ries                |
| 335856              | 2007 RH16              | 21 de setembre de 2001 | Kitt Peak            | Spacewatch             |
| 335857              | 2007 RO18              | 12 de setembre de 2007 | Dauban               | Chante-Perdrix         |
| 335858              | 2007 RB23              | 3 de setembre de 2007  | Catalina             | CSS                    |
| 335859              | 2007 RE43              | 9 de setembre de 2007  | Kitt Peak            | Spacewatch             |
| 335860              | 2007 RQ45              | 9 de setembre de 2007  | Kitt Peak            | Spacewatch             |
| 335861              | 2007 RV51              | 9 de setembre de 2007  | Kitt Peak            | Spacewatch             |
| 335862              | 2007 RK52              | 9 de setembre de 2007  | Kitt Peak            | Spacewatch             |
| 335863              | 2007 RR52              | 9 de setembre de 2007  | Kitt Peak            | Spacewatch             |
| 335864              | 2007 RG53              | 9 de setembre de 2007  | Kitt Peak            | Spacewatch             |
| 335865              | 2007 RM54              | 9 de setembre de 2007  | Kitt Peak            | Spacewatch             |
| 335866              | 2007 RX54              | 9 de setembre de 2007  | Kitt Peak            | Spacewatch             |
| 335867              | 2007 RL55              | 9 de setembre de 2007  | Kitt Peak            | Spacewatch             |
| 335868              | 2007 RP68              | 10 de setembre de 2007 | Kitt Peak            | Spacewatch             |
| 335869              | 2007 RZ97              | 10 de setembre de 2007 | Kitt Peak            | Spacewatch             |
| 335870              | 2007 RQ102             | 11 de setembre de 2007 | Mount Lemmon         | Mt. Lemmon Survey      |
| 335871              | 2007 RG109             | 11 de setembre de 2007 | Kitt Peak            | Spacewatch             |
| 335872              | 2007 RY114             | 11 de setembre de 2007 | Kitt Peak            | Spacewatch             |
| 335873              | 2007 RG115             | 11 de setembre de 2007 | Kitt Peak            | Spacewatch             |
| 335874              | 2007 RW117             | 11 de setembre de 2007 | Kitt Peak            | Spacewatch             |
| 335875              | 2007 RL118             | 11 de setembre de 2007 | Mount Lemmon         | Mt. Lemmon Survey      |
| 335876              | 2007 RP126             | 12 de setembre de 2007 | Mount Lemmon         | Mt. Lemmon Survey      |
| 335877              | 2007 RC128             | 12 de setembre de 2007 | Mount Lemmon         | Mt. Lemmon Survey      |
| 335878              | 2007 RB129             | 12 de setembre de 2007 | Mount Lemmon         | Mt. Lemmon Survey      |
| 335879              | 2007 RX130             | 12 de setembre de 2007 | Mount Lemmon         | Mt. Lemmon Survey      |
| 335880              | 2007 RL143             | 14 de setembre de 2007 | Socorro              | LINEAR                 |
| 335881              | 2007 RF146             | 15 de setembre de 2007 | Socorro              | LINEAR                 |
| 335882              | 2007 RC152             | 10 de setembre de 2007 | Kitt Peak            | Spacewatch             |
| 335883              | 2007 RW163             | 23 de juny de 1995     | Kitt Peak            | Spacewatch             |
| 335884              | 2007 RO165             | 10 de setembre de 2007 | Kitt Peak            | Spacewatch             |
| 335885              | 2007 RE170             | 10 de setembre de 2007 | Kitt Peak            | Spacewatch             |
| 335886              | 2007 RA173             | 10 de setembre de 2007 | Kitt Peak            | Spacewatch             |
| 335887              | 2007 RD173             | 10 de setembre de 2007 | Kitt Peak            | Spacewatch             |
| 335888              | 2007 RO188             | 10 de setembre de 2007 | Kitt Peak            | Spacewatch             |
| 335889              | 2007 RF190             | 11 de setembre de 2007 | Catalina             | CSS                    |
| 335890              | 2007 RQ190             | 11 de setembre de 2007 | Kitt Peak            | Spacewatch             |
| 335891              | 2007 RE192             | 11 de setembre de 2007 | Purple Mountain      | PMO NEO Survey Program |
| 335892              | 2007 RH207             | 10 de setembre de 2007 | Kitt Peak            | Spacewatch             |
| 335893              | 2007 RT207             | 10 de setembre de 2007 | Kitt Peak            | Spacewatch             |
| 335894              | 2007 RU215             | 12 de setembre de 2007 | Kitt Peak            | Spacewatch             |
| 335895              | 2007 RB218             | 13 de setembre de 2007 | Mount Lemmon         | Mt. Lemmon Survey      |
| 335896              | 2007 RC219             | 14 de setembre de 2007 | Mount Lemmon         | Mt. Lemmon Survey      |
| 335897              | 2007 RO226             | 10 de setembre de 2007 | Kitt Peak            | Spacewatch             |
| 335898              | 2007 RG227             | 10 de setembre de 2007 | Kitt Peak            | Spacewatch             |
| 335899              | 2007 RN231             | 11 de setembre de 2007 | Mount Lemmon         | Mt. Lemmon Survey      |
| 335900              | 2007 RR247             | 13 de setembre de 2007 | Catalina             | CSS                    |

## 335901-336000
| Nom    | Designació provisional | Data de descobriment   | Lloc de descobriment | Descobridor/s          |
| ------ | ---------------------- | ---------------------- | -------------------- | ---------------------- |
| 335901 | 2007 RE268             | 13 de setembre de 2007 | Anderson Mesa        | LONEOS                 |
| 335902 | 2007 RQ285             | 14 de setembre de 2007 | Catalina             | CSS                    |
| 335903 | 2007 RM291             | 12 de setembre de 2007 | Catalina             | CSS                    |
| 335904 | 2007 RF295             | 14 de setembre de 2007 | Mount Lemmon         | Mt. Lemmon Survey      |
| 335905 | 2007 RS300             | 12 de setembre de 2007 | Mount Lemmon         | Mt. Lemmon Survey      |
| 335906 | 2007 RV310             | 13 de setembre de 2007 | Catalina             | CSS                    |
| 335907 | 2007 RD312             | 11 de setembre de 2007 | Kitt Peak            | Spacewatch             |
| 335908 | 2007 RS313             | 12 de setembre de 2007 | Catalina             | CSS                    |
| 335909 | 2007 RH315             | 9 de setembre de 2007  | Kitt Peak            | Spacewatch             |
| 335910 | 2007 RS315             | 12 de setembre de 2007 | Mount Lemmon         | Mt. Lemmon Survey      |
| 335911 | 2007 RC318             | 11 de setembre de 2007 | Catalina             | CSS                    |
| 335912 | 2007 RP318             | 11 de setembre de 2007 | Kitt Peak            | Spacewatch             |
| 335913 | 2007 RK320             | 13 de setembre de 2007 | Mount Lemmon         | Mt. Lemmon Survey      |
| 335914 | 2007 RR321             | 15 de setembre de 2007 | Mount Lemmon         | Mt. Lemmon Survey      |
| 335915 | 2007 RU323             | 11 de setembre de 2007 | Kitt Peak            | Spacewatch             |
| 335916 | 2007 SM10              | 19 de setembre de 2007 | Kitt Peak            | Spacewatch             |
| 335917 | 2007 SV14              | 21 de setembre de 2007 | Kitt Peak            | Spacewatch             |
| 335918 | 2007 SG15              | 25 de setembre de 2007 | Mount Lemmon         | Mt. Lemmon Survey      |
| 335919 | 2007 SQ16              | 30 de setembre de 2007 | Kitt Peak            | Spacewatch             |
| 335920 | 2007 SW18              | 18 de setembre de 2007 | Catalina             | CSS                    |
| 335921 | 2007 SH21              | 18 de setembre de 2007 | Catalina             | CSS                    |
| 335922 | 2007 SJ23              | 25 de setembre de 2007 | Mount Lemmon         | Mt. Lemmon Survey      |
| 335923 | 2007 TF3               | 5 d'octubre de 2007    | Bisei SG Center      | BATTeRS                |
| 335924 | 2007 TO11              | 6 d'octubre de 2007    | Socorro              | LINEAR                 |
| 335925 | 2007 TF13              | 6 d'octubre de 2007    | Socorro              | LINEAR                 |
| 335926 | 2007 TG13              | 6 d'octubre de 2007    | Socorro              | LINEAR                 |
| 335927 | 2007 TX16              | 6 d'octubre de 2007    | Dauban               | Chante-Perdrix         |
| 335928 | 2007 TL17              | 7 d'octubre de 2007    | Dauban               | Chante-Perdrix         |
| 335929 | 2007 TC20              | 6 d'octubre de 2007    | Socorro              | LINEAR                 |
| 335930 | 2007 TW20              | 9 d'octubre de 2007    | Altschwendt          | W. Ries                |
| 335931 | 2007 TW23              | 9 d'octubre de 2007    | Socorro              | LINEAR                 |
| 335932 | 2007 TG31              | 4 d'octubre de 2007    | Kitt Peak            | Spacewatch             |
| 335933 | 2007 TV31              | 5 d'octubre de 2007    | Siding Spring        | Siding Spring Survey   |
| 335934 | 2007 TE33              | 6 d'octubre de 2007    | Kitt Peak            | Spacewatch             |
| 335935 | 2007 TF37              | 9 de setembre de 2007  | Mount Lemmon         | Mt. Lemmon Survey      |
| 335936 | 2007 TU50              | 4 d'octubre de 2007    | Kitt Peak            | Spacewatch             |
| 335937 | 2007 TB52              | 4 d'octubre de 2007    | Kitt Peak            | Spacewatch             |
| 335938 | 2007 TL54              | 4 d'octubre de 2007    | Kitt Peak            | Spacewatch             |
| 335939 | 2007 TW54              | 4 d'octubre de 2007    | Kitt Peak            | Spacewatch             |
| 335940 | 2007 TR60              | 6 d'octubre de 2007    | Kitt Peak            | Spacewatch             |
| 335941 | 2007 TO61              | 7 d'octubre de 2007    | Mount Lemmon         | Mt. Lemmon Survey      |
| 335942 | 2007 TC62              | 7 d'octubre de 2007    | Mount Lemmon         | Mt. Lemmon Survey      |
| 335943 | 2007 TO66              | 10 d'octubre de 2007   | Dauban               | Chante-Perdrix         |
| 335944 | 2007 TJ67              | 7 d'octubre de 2007    | Catalina             | CSS                    |
| 335945 | 2007 TQ67              | 8 d'octubre de 2007    | Catalina             | CSS                    |
| 335946 | 2007 TF71              | 14 d'octubre de 2007   | Catalina             | CSS                    |
| 335947 | 2007 TY77              | 5 d'octubre de 2007    | Kitt Peak            | Spacewatch             |
| 335948 | 2007 TT88              | 8 d'octubre de 2007    | Catalina             | CSS                    |
| 335949 | 2007 TF91              | 8 d'octubre de 2007    | Mount Lemmon         | Mt. Lemmon Survey      |
| 335950 | 2007 TR91              | 4 d'octubre de 2007    | Kitt Peak            | Spacewatch             |
| 335951 | 2007 TB93              | 6 d'octubre de 2007    | Kitt Peak            | Spacewatch             |
| 335952 | 2007 TD94              | 7 d'octubre de 2007    | Catalina             | CSS                    |
| 335953 | 2007 TG94              | 7 d'octubre de 2007    | Catalina             | CSS                    |
| 335954 | 2007 TB107             | 4 d'octubre de 2007    | Kitt Peak            | Spacewatch             |
| 335955 | 2007 TS108             | 7 d'octubre de 2007    | Catalina             | CSS                    |
| 335956 | 2007 TP120             | 4 d'octubre de 2007    | Kitt Peak            | Spacewatch             |
| 335957 | 2007 TL121             | 6 d'octubre de 2007    | Kitt Peak            | Spacewatch             |
| 335958 | 2007 TP139             | 9 d'octubre de 2007    | Kitt Peak            | Spacewatch             |
| 335959 | 2007 TZ145             | 6 d'octubre de 2007    | Socorro              | LINEAR                 |
| 335960 | 2007 TW150             | 9 d'octubre de 2007    | Socorro              | LINEAR                 |
| 335961 | 2007 TB152             | 9 d'octubre de 2007    | Socorro              | LINEAR                 |
| 335962 | 2007 TE152             | 9 d'octubre de 2007    | Socorro              | LINEAR                 |
| 335963 | 2007 TC154             | 9 d'octubre de 2007    | Socorro              | LINEAR                 |
| 335964 | 2007 TM157             | 9 d'octubre de 2007    | Socorro              | LINEAR                 |
| 335965 | 2007 TF162             | 11 d'octubre de 2007   | Socorro              | LINEAR                 |
| 335966 | 2007 TO168             | 12 d'octubre de 2007   | Socorro              | LINEAR                 |
| 335967 | 2007 TA169             | 12 d'octubre de 2007   | Socorro              | LINEAR                 |
| 335968 | 2007 TW171             | 21 de setembre de 2007 | XuYi                 | PMO NEO Survey Program |
| 335969 | 2007 TM174             | 4 d'octubre de 2007    | Catalina             | CSS                    |
| 335970 | 2007 TW183             | 9 d'octubre de 2007    | Purple Mountain      | PMO NEO Survey Program |
| 335971 | 2007 TP196             | 7 d'octubre de 2007    | Mount Lemmon         | Mt. Lemmon Survey      |
| 335972 | 2007 TK197             | 24 d'agost de 2007     | Kitt Peak            | Spacewatch             |
| 335973 | 2007 TY207             | 10 d'octubre de 2007   | Catalina             | CSS                    |
| 335974 | 2007 TE217             | 7 d'octubre de 2007    | Kitt Peak            | Spacewatch             |
| 335975 | 2007 TV222             | 10 d'octubre de 2007   | Kitt Peak            | Spacewatch             |
| 335976 | 2007 TJ224             | 21 de setembre de 2003 | Kitt Peak            | Spacewatch             |
| 335977 | 2007 TB225             | 11 d'octubre de 2007   | Catalina             | CSS                    |
| 335978 | 2007 TG226             | 8 d'octubre de 2007    | Catalina             | CSS                    |
| 335979 | 2007 TM226             | 8 d'octubre de 2007    | Kitt Peak            | Spacewatch             |
| 335980 | 2007 TV237             | 10 d'octubre de 2007   | Kitt Peak            | Spacewatch             |
| 335981 | 2007 TZ239             | 14 d'octubre de 2007   | Socorro              | LINEAR                 |
| 335982 | 2007 TD240             | 14 d'octubre de 2007   | Socorro              | LINEAR                 |
| 335983 | 2007 TH240             | 14 d'octubre de 2007   | Socorro              | LINEAR                 |
| 335984 | 2007 TK247             | 10 d'octubre de 2007   | Anderson Mesa        | LONEOS                 |
| 335985 | 2007 TD248             | 10 d'octubre de 2007   | Anderson Mesa        | LONEOS                 |
| 335986 | 2007 TF255             | 10 d'octubre de 2007   | Kitt Peak            | Spacewatch             |
| 335987 | 2007 TV266             | 9 d'octubre de 2007    | Kitt Peak            | Spacewatch             |
| 335988 | 2007 TK273             | 10 d'octubre de 2007   | Mount Lemmon         | Mt. Lemmon Survey      |
| 335989 | 2007 TW275             | 11 d'octubre de 2007   | Mount Lemmon         | Mt. Lemmon Survey      |
| 335990 | 2007 TE302             | 12 d'octubre de 2007   | Kitt Peak            | Spacewatch             |
| 335991 | 2007 TR307             | 9 d'octubre de 2007    | Mount Lemmon         | Mt. Lemmon Survey      |
| 335992 | 2007 TG320             | 13 d'octubre de 2007   | Catalina             | CSS                    |
| 335993 | 2007 TY329             | 11 d'octubre de 2007   | Kitt Peak            | Spacewatch             |
| 335994 | 2007 TA354             | 10 d'octubre de 2007   | Catalina             | CSS                    |
| 335995 | 2007 TJ354             | 24 d'abril de 1995     | Kitt Peak            | Spacewatch             |
| 335996 | 2007 TR354             | 10 d'octubre de 2007   | Kitt Peak            | Spacewatch             |
| 335997 | 2007 TL355             | 11 d'octubre de 2007   | Catalina             | CSS                    |
| 335998 | 2007 TV355             | 11 d'octubre de 2007   | Catalina             | CSS                    |
| 335999 | 2007 TY355             | 11 d'octubre de 2007   | Catalina             | CSS                    |
| 336000 | 2007 TC357             | 12 d'octubre de 2007   | Kitt Peak            | Spacewatch             |